# Planung der Wiener Ringstraße

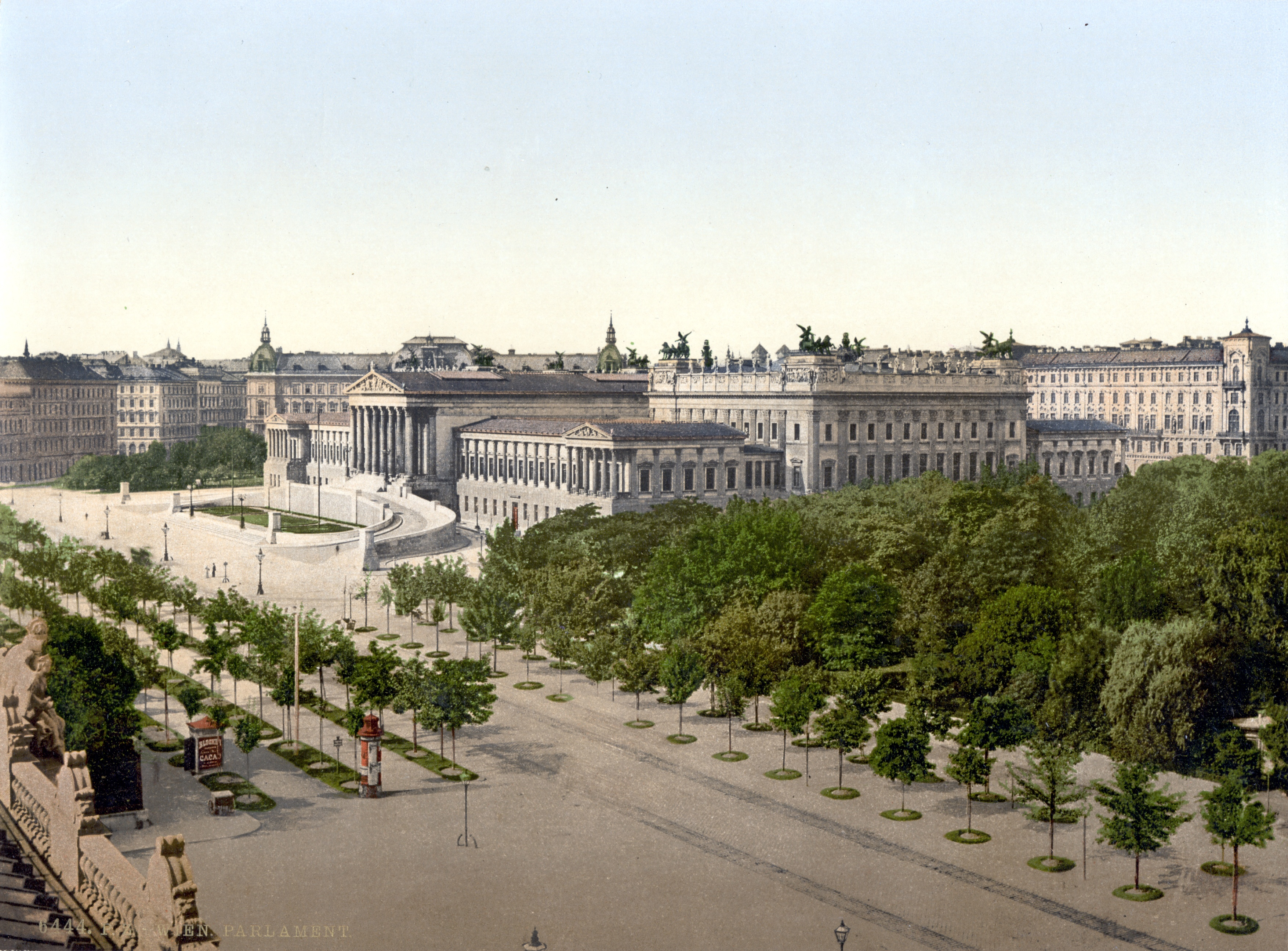
Die Ringstraße beim Parlament, ca. 1900

Ab dem Jahr 1858 wurde die Wiener Stadtbefestigung demoliert und die Wiener Stadterweiterung durchgeführt. Dabei wurden die Ringstraße und der Franz-Josefs-Kai angelegt sowie 850 Gebäude errichtet. Im Gegensatz zu anderen Städten wurde die Stadterweiterung nicht von einer einzelnen Person oder Institution geplant. Sie erfolgte vielmehr durch jahrzehntelanges Planen, Umplanen und Optimieren durch viele Akteure, wobei auch der Zufall eine tragende Rolle spielte.

## Vorgeschichte

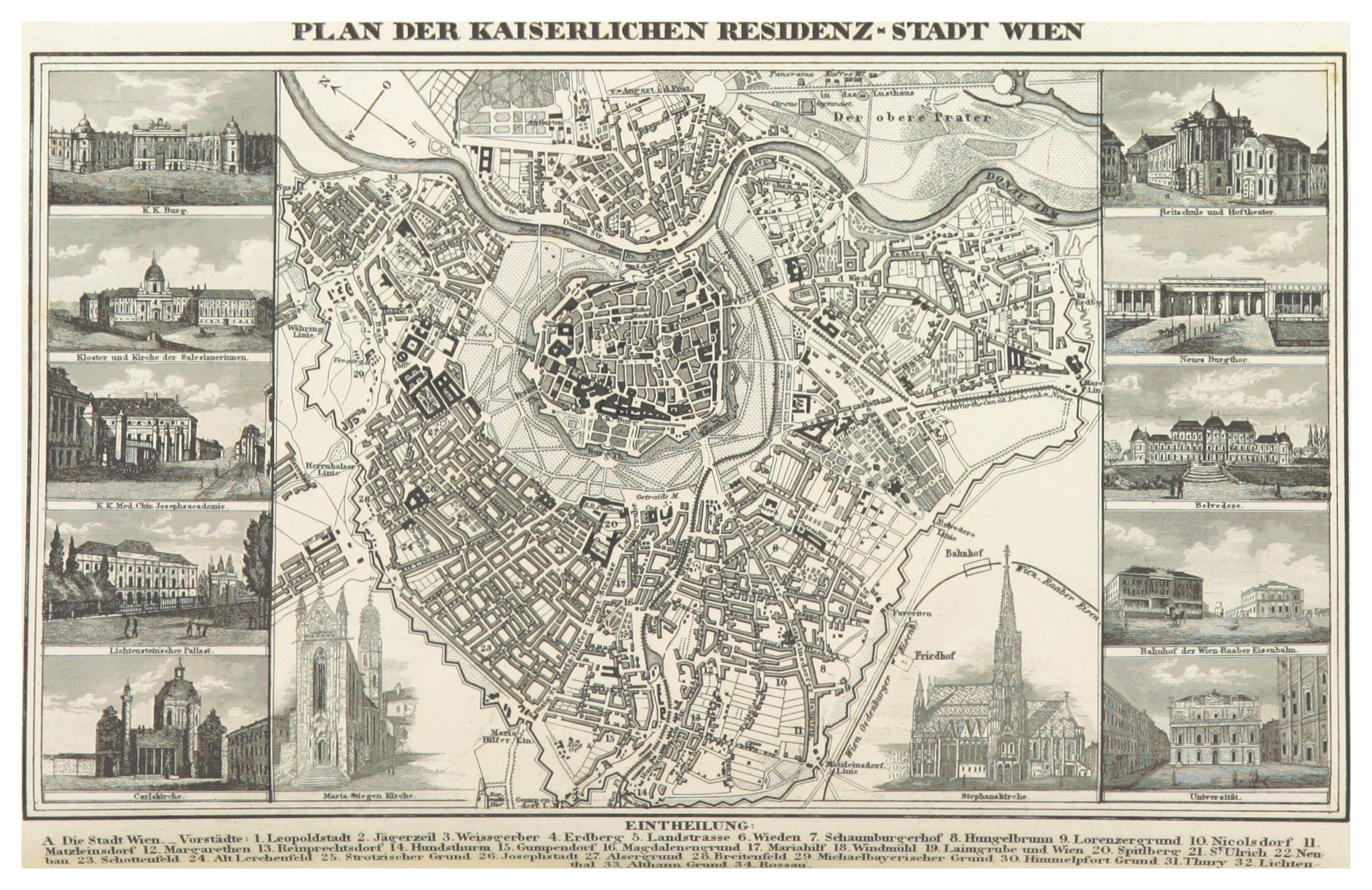
Wien im Jahr 1843, vor der Stadterweiterung

Die Stadt Wien war seit dem frühen Mittelalter von Stadtmauern umgeben, die eine Erweiterung der Stadt unmöglich machten und zu Wohnungsnot führten. Durchschnittlich lebten 1827 in jedem Haus 37 Menschen, 1857 waren es bereits 54; in diesem Jahr hatte die Stadt 471.442 Einwohner. Die dichte Verbauung führte auch dazu, dass es innerhalb der Stadtmauern keine einzige Grünfläche gab. Durch das Schleifen der Stadtbefestigung würde am Glacis eine große Fläche zur Bebauung zur Verfügung stehen. Das Glacis hatte eine Fläche von genau 2 Mio. m²; davon waren 1,3 Mio. m² Grün- und Freiflächen, 533.000 m² Verkehrsflächen, 74.000 m² verbaute Flächen, und 96.000 m² machte der Wienfluss aus. Die Breite des Glacis lag zwischen 280 m und 450 m.
Bereits im 18. Jahrhundert tauchen Pläne für eine Erweiterung der Stadt Wien auf. Im Jahr 1716 schrieb die Engländerin Mary Wortley Montagu in einem Brief: „Hielte es der Kaiser für angebracht, die Stadttore niederlegen zu lassen und die Vorstädte mit Wien zu vereinigen, so hätte er eine der größten und schönsten Hauptstädte Europas“. Ab den 1810er-Jahren wurden dann von diversen Experten detaillierte Projekte für eine Stadterweiterung erstellt, darunter auch 1825 von Erzherzog Johann. Das Glacis sollte verbaut werden, an ein Schleifen der Stadtmauern war jedoch noch nicht gedacht. Das änderte sich nach der Revolution von 1848: die Stadtbefestigung hatte sich als ein großes Hindernis für die Niederschlagung der Revolution herausgestellt.

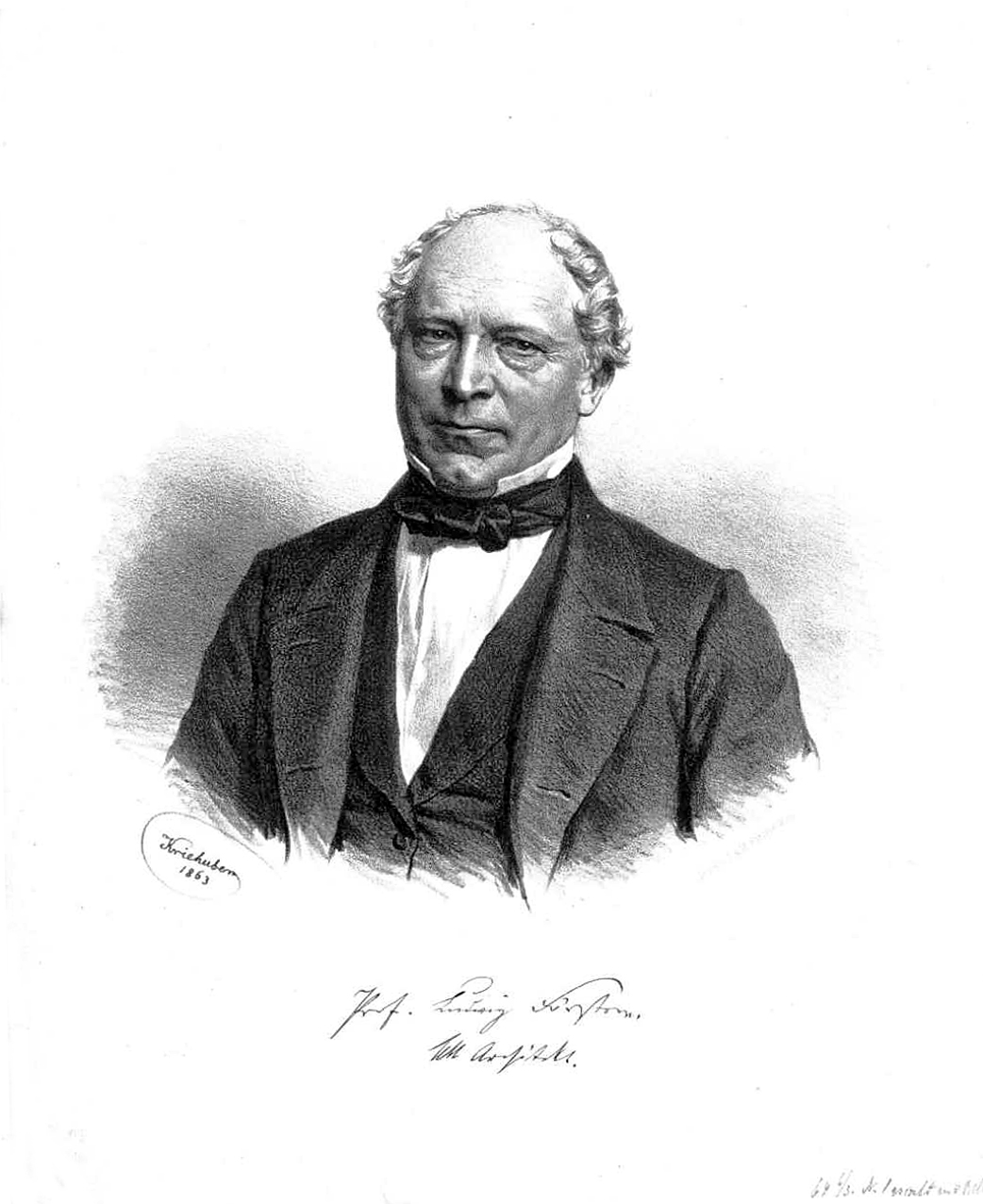
Ludwig Förster

In den Jahren 1839 bis 1856 entwickelt der Architekt Ludwig Förster acht Projekte für eine Stadterweiterung. Im selben Zeitraum entstanden Pläne von Carl Roesner, Paul Sprenger, Leopold Ernst und Anton Ortner. Ab 1850 tagten zahlreiche Kommissionen, die aber zu keinerlei Ergebnissen kamen. Hauptgrund dafür war der permanente Konflikt zwischen den Militärbehörden einerseits und dem zivilen Ministerrat andererseits, die sich gegenseitig blockierten. Der Wiener Gemeinderat beteiligte sich nicht an dem Disput, sondern beschloss lediglich eine Verschönerung des Glacis.
Noch vor der Stadterweiterung und der Errichtung der Wiener Ringstraße wurde deren erstes Bauwerk erstellt, die Votivkirche. Am 18. Februar 1853 entging Kaiser Franz Josef einem Attentat. Kurz darauf entwickelte ein Bruder des Kaisers, Erzherzog Ferdinand Max (der spätere Kaiser Maximilian I. von Mexiko), die Idee, als Votivgabe eine „Votivkirche“ bauen zu lassen. Die Kosten sollten vom Volk durch Spenden aufgebracht werden. Der Plan fand allgemeine Zustimmung, und sofort wurde ein Bauplatz gesucht; angedacht wurden Plätze beim Belvedere, beim Getreidemarkt, beim Donaukanal und andere.
Zu dieser Zeit arbeitete der Architekt Ludwig Förster in Eigeninitiative unermüdlich an Plänen für eine Stadterweiterung. Er schlug vor, die neue Kirche am Glacis zu errichten. Im Mai 1855 erhielt Heinrich Ferstel den Auftrag für den Bau der Kirche, und er erhielt die Genehmigung, sich selbst einen Bauplatz am Glacis auszusuchen. Seine Wahl fiel auf eine Fläche vor dem Schottentor, zwischen Alser Straße und Währinger Straße. Am 25. Oktober 1855 genehmigte der Kaiser den Bau, obwohl am Glacis ein militärisches Bauverbot bestand; dieses wurde am 25. Februar 1856 rückwirkend aufgehoben. Der Bau der Votivkirche im Sperrbereich war ein Präjudiz, durch das die Stellung des Militärs entscheidend geschwächt wurde.
1856 wurde mit dem Bau der Votivkirche begonnen. Im selben Jahr veröffentlichte Philipp Draexler von Carin, Kanzleivorstand der Obersthofmeister-Amtes, Pläne für den Bau eines neuen Hoftheaters und einer neuen Hofoper am Glacis.
Ursprünglich war geplant, vor der Votivkirche ein großes Denkmal für Admiral Wilhelm von Tegetthoff zu errichten. Der Stadterweiterungsfonds schenkte 1876 der Stadt Wien den Platz vor der Votivkirche, damit diese eine Grünfläche anlegen könne, in deren Mitte das Denkmal stehen würde. Die Grünfläche wurde angelegt, aber das Tegetthoff-Denkmal wurde letztlich am Praterstern aufgestellt. Kritiker haben in späteren Jahren bemängelt, dass der Vorplatz zu weitläufig sei, wodurch die Votivkirche etwas verloren wirke.

## Stadterweiterung

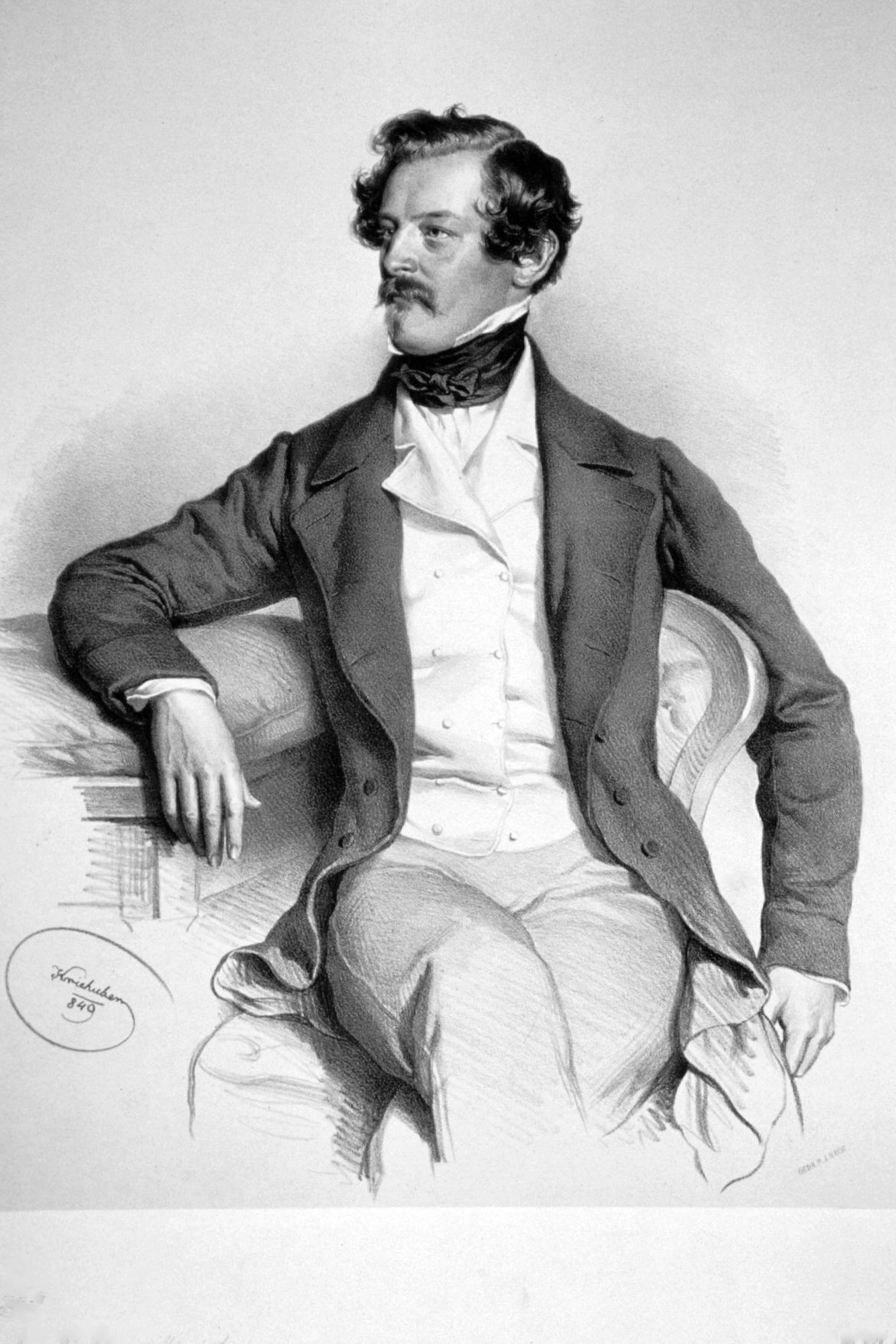
Alexander von Bach

Im Jahr 1850 wurden die Vorstädte bis zum Linienwall und die Leopoldstadt zu Wien eingemeindet. Dadurch wurde die Stadtbefestigung noch mehr zum Hindernis zwischen der Inneren Stadt und den neuen, sie umgebenden Bezirken. In der Folge beschloss Innenminister Alexander von Bach, die Stadterweiterung handstreichartig zu erzwingen. Da Bach die Bedeutung der öffentlichen Meinung erkannte, lancierte er zunächst zahlreiche Zeitungsartikel, in denen die Raumnot in Wien und die Sinnlosigkeit der Glacis' kritisiert wurden. Anfang 1857 gelang es Bach, Kaiser Franz Josef für eine radikale Stadterweiterung zu gewinnen, wobei aber zunächst strengste Geheimhaltung vereinbart wurde. Bach befürchtete wohl zu Recht, dass bei einem zu frühen Bekanntwerden des Projekts etliche Politiker und Militärs seine Pläne boykottieren würden.
1857 wurden in kleinem Kreis die Grundzüge des Ringstraßenbaus festgelegt. Der Abriss der Stadtbefestigung sollte beim Schottentor beginnen und von dort in beide Richtungen fortgeführt werden. Für die anzulegende Prunkstraße wurde eine Gesamtbreite von 40 Klafter (75,9 Meter) bestimmt. Weiters wurde festgelegt, welche öffentliche Gebäude zu errichten wären, wobei diese Planung später stark verändert wurde.
Es wurde auch diskutiert, ob in der Ringstraßenzone Juden Grund erwerben dürften. Da Alexander von Bach enge Beziehungen zur jüdischen Familie Todesco hatte, befürwortete er dies; 1860 wurde ein Gesetz über die Zulassung der Juden zum Grundbesitz erlassen.
Schließlich entwarf Bach ein Schreiben, in dem der Kaiser die Schleifung der Stadtbefestigung und den Bau der Ringstraße anordnet. Die tatsächliche Formulierung besorgte Franz von Matzinger, ein enger Mitarbeiter Bachs im Innenministerium. Das „Handschreiben“, das offiziell vom Kaiser stammt und an Bach adressiert ist, wurde am 25. Dezember 1857 veröffentlicht.
→ Das Handschreiben im Wortlaut
Im Handschreiben wird der Abbruch der Stadtbefestigung angeordnet. Ferner wird der Bau von etlichen öffentlichen Gebäuden explizit erwähnt: ein Opernhaus, ein Reichsarchiv, eine Bibliothek, ein „Stadthaus“, ein militärisches General-Kommando, eine Stadtkommandantur sowie nicht näher spezifizierte Museen und Galerien.

## Der Wettbewerb

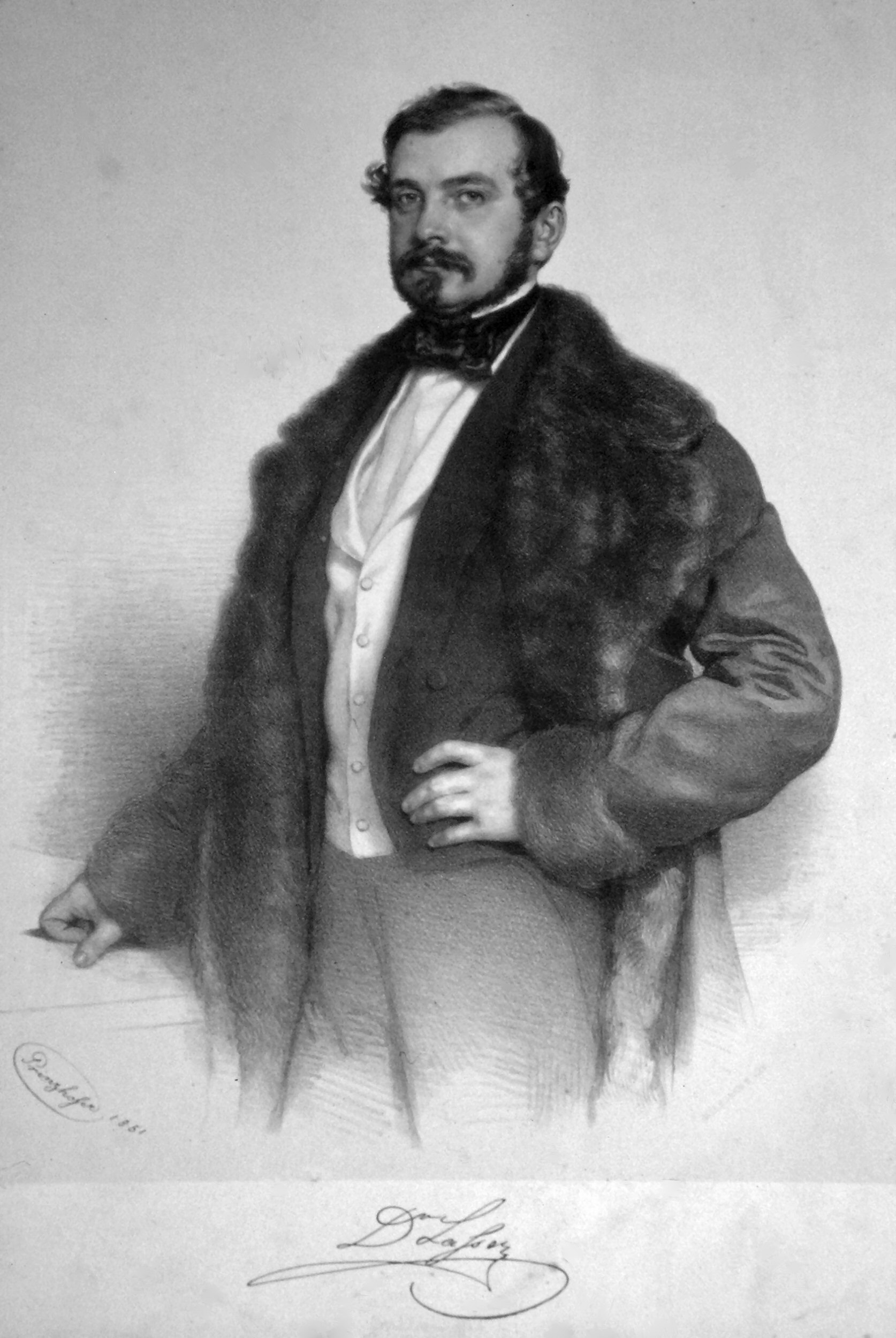
Der Vorsitzende der Jury, Josef Lasser von Zollheim

Sofort mit Jahresbeginn 1858 wurde der „Concurs“ vorbereitet, die damalige Bezeichnung für einen Architektenwettbewerb. Die Einladung zum Wettbewerb wurde am 31. Jänner 1858 in der Wiener Zeitung veröffentlicht. Zeitgleich wurde damit begonnen, das Glacis genau zu vermessen. Am 2. März 1858 traf der erste Wettbewerbsbeitrag ein, in den folgenden Monaten wurden 85 Projekte eingereicht. Es nahmen sowohl namhafte Architekten teil als auch Amateure. Alle Projekte wurden im Herbst 1858 öffentlich ausgestellt.
Ab dem 27. Oktober 1858 tagte die Jury. Sie bestand aus
- Generalmajor Julius von Wurmb von der Militärkanzlei,
- Ministerialrat Franz Thun vom Unterrichtsministerium,
- Sektionsrat Valentin Streffleur vom Finanzministerium,
- Regierungsrat Eduard Hohenbruck von der Polizei,
- Hofrat Hermenegild von Francesconi vom Eisenbahnwesen,
- Anton Edler von Dück von der Handelskammer,
- Schlosshauptmann Joseph Lang von dem Hofbehörden,
- Professor Rudolf Eitelberger von der Akademie der Bildenden Künste,
- Ministerialrat Joseph von Lasser vom Innenministerium,
- Sektionsrat Franz Matzinger vom Innenministerium,
- Sektionsrat Moritz Löhr vom Handelsministerium,
- Statthaltereirat Franz von Žigrovič von der Niederösterreichischen Statthalterei,
- Bürgermeister Johann Kaspar von Seiller von der Gemeinde Wien,
- Stadtbauamtsadjunkt Joseph Melnitzky von der Gemeinde Wien,
- Architekt Leopold Ernst,
- Architekt Heinrich Ferstel,
- Architekt Theophil Hansen,
- Architekt Johann Romano und
- Hofbaumeister Anton Ölzelt.

Die Jury prüfte in den folgenden Wochen alle Projekte, wobei die Einreicher anonym blieben. Beim Projekt Nr. 51 wurde die um die Innenstadt zu legende Straße „Ringstraße“ genannt, was sofort gefiel. Besonders intensiv wurde über Projekt Nr. 59 beraten, das der Jury ebenfalls gefiel. Da Ludwig Förster schon zuvor Pläne für eine Stadterweiterung erstellt hatte, war seine Urheberschaft leicht zu erraten. Auch am Projekt Nr. 85 fand die Jury gefallen – immerhin stammte es vom Jury-Mitglied Moritz Löhr. Projekt Nr. 53 stammte vom Jury-Mitglied Streffleur.
Am 11. Dezember 1858 veröffentlichte die Jury ihre Entscheidung. Sie hatte sich nicht auf einen Sieger festlegen können, sondern drei Erste Plätze vergeben, nämlich an Ludwig Förster, an Friedrich August von Stache sowie an das Team Sicardsburg und van der Nüll. Die vorgeschlagene Verbauungsdichte war bei den einzelnen Projekten sehr unterschiedlich. Die dichteste Verbauung schlug das siegreiche Team Sicardsburg / van der Nüll vor, nur 12,3 % der Grünfläche waren vorgesehen. Die meiste Grünfläche, 37 %, wurde im sechstplatzierten Projekt von Peter Joseph Lenné vorgeschlagen, dem Direktor der preußischen Hofgärten in Berlin. Bei diesem Projekt wären statt der Ringstraße mehrere Gehwege angelegt worden, die sich durch Gärten schlängelten.

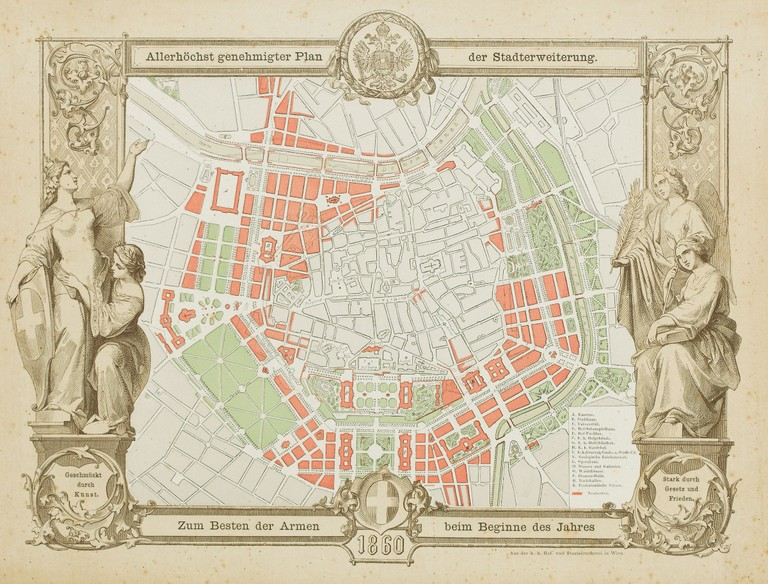
Der vom Kaiser 1859 genehmigte Plan der Stadterweiterung

Ab dem 17. Jänner 1859 kamen die Sieger sowie zahlreiche Beamte mehrmals zusammen, um die drei Entwürfe miteinander zu verschmelzen. Dies gelang nicht, aber alle drei Preisträger modifizierten ihre Pläne und näherten einander an. Auf dieser Basis erstellte das Innenministerium einen Plan, der dem Kaiser am 17. Mai 1859 vorgelegt wurde. In diesem „Grundplan“ wurde aus wirtschaftlichen Gründen die Breite der Ringstraße von den ursprünglichen 40 auf 30 Klafter (56,9 Meter) festgelegt. Durch den Krieg in Oberitalien erging die Antwort des Kaisers erst am 1. September 1859. Mitte September 1859 erhielt die „dreißig Klafter breite, mit doppelten Baumreihen besetzte Straße, welche nach dem Stadterweiterungs-Plane gleich einem regelmäßigen Gürtel um die Stadt gezogen werden wird, […] den officiellen Namen Ringstraße“.
Dem Kaiser gefiel vor allem ein Detail nicht: Das Siegerprojekt von Friedrich August von Stache hatte die Rossauer Kaserne dort vorgesehen, wo sich heute der Schottenring befindet. Kaiser Franz Josef wünschte, dass die Ringstraße bis zum Donaukanal geführt werden solle. Nach der Erfüllung dieses und einiger kleiner weiteren Wünsche erhielt der Plan der Stadterweiterung am 8. Oktober 1859 die kaiserliche Genehmigung. Der Grundplan war noch stark von militärischen Gesichtspunkten geprägt. Im Umkreis von 2.000 Meter um die Hofburg sollten acht Kasernen liegen.
Innenminister Alexander von Bach war bislang die treibende Kraft des Ringstraßenbaus gewesen. Im Sommer 1859 verlor Österreich die Schlachten von Magenta und Solferino, und in der Folge den Krieg, was zu einem politischen Schock führte. Mehrere Regierungsmitglieder wurden entlassen, darunter am 21. August 1859 auch Innenminister Bach. Die Leitung der Stadterweiterung ging auf Joseph von Lasser und Franz von Matzinger über.

## Der Stadterweiterungsfonds

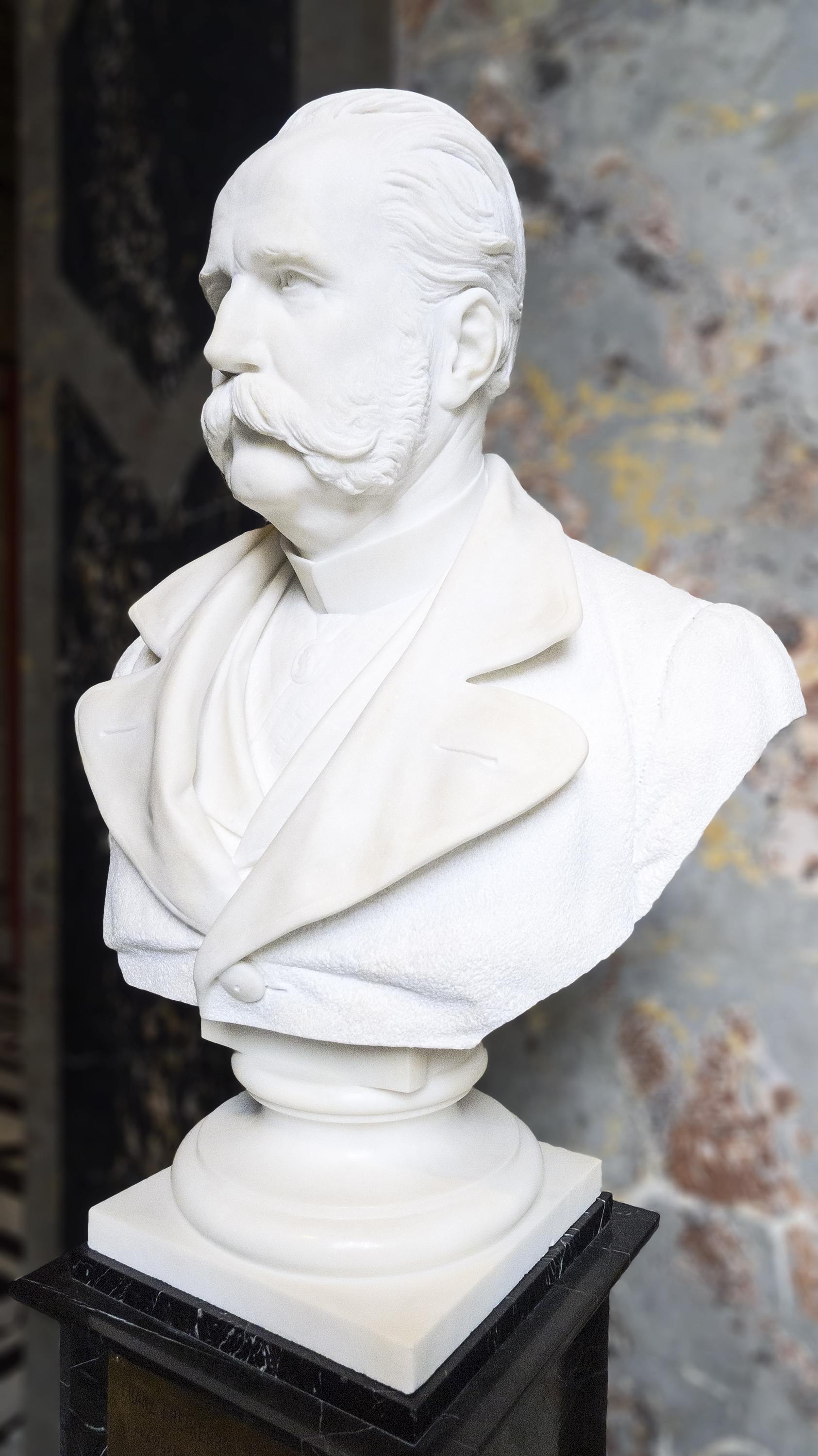
Franz von Matzinger

Zur Administration der Stadterweiterung wurde im Dezember 1857 eine Stadterweiterungs-Commission gegründet, deren einflussreichstes Mitglied in den folgenden Jahren Sektionsrat Franz von Matzinger war. Zur Verwertung der Gründe und zur Finanzierung der öffentlichen Bauten schuf Franz von Matzinger 1858 den Stadterweiterungsfonds; sein erster Präsident wurde Matthias Constantin von Wickenburg. Dieser Fonds war eine öffentlich-rechtliche Einrichtung und nicht Teil des Staatsvermögens, er durfte auch vom Rechnungshof nicht kontrolliert werden. Er war schon bald gut dotiert, und in den folgenden Jahren versuchten sowohl das Finanzministerium als auch die Gemeinde Wien, an Teile der Gelder heranzukommen, jedoch ohne Erfolg.
Die Glacis-Gründe waren seit 1817 im Eigentum der Wiener Genie-Direktion des Heeres. Am 14. Mai 1859 wurde das Eigentum an dieser Fläche an den Stadterweiterungsfonds übertragen. Der Parade- und Exerzierplatz zwischen dem heutigen Universitätsring und der Lastenstraße verblieb allerdings beim Militär und durfte nicht verbaut werden. Das Eigentum an den Basteien wurde schrittweise übertragen, nachdem sie jeweils vom Militär geräumt wurden. Als erste kamen im Frühjahr 1858 die Basteien am Donaukanal in zivilen Besitz, als letzte die Dominikanerbastei und die Biberbastei im Jahr 1865. Eine große Fläche an der Wasserkunstbastei wurde auf kaiserliche Anordnung am 7. November 1860 der Gemeinde Wien übertragen um den Stadtpark anzulegen.
Die Stadterweiterung war von Anfang an als gewinnbringendes Unternehmen angelegt. Es sollte eine Fläche von 640.600 m² verbaut werden, davon 73,7 % private Gebäude, 13,8 % öffentliche Bauten, 8,2 % Militärbauten und 4,3 % Markthallen. An Grünflächen waren – inklusive des Militär-Paradeplatzes – 566.000 m² geplant, das sind 18,7 % des Erweiterungsgebiets (tatsächlich wurden es dann 20 %). Im Stadterweiterungsgebiet war kein einziges Kirchengebäude geplant, und es wurde auch tatsächlich keines gebaut. (Die Votivkirche existierte schon vor dem Ringstraßenbau.)
Die Finanzierung mittels eines Fonds brachte die Gemeinde Wien auf den Plan. Sie erkannte, dass sie keinerlei Anteile an den Einnahmen aus Grundstücksverkäufen haben würde, sie aber sehr wohl die Infrastruktur der neuen Stadtteile – Verkehrswege, Wasser- und Gasleitungen, Kanalisation – finanzieren müsste. Im Jänner 1860 machte daher Vizebürgermeister Andreas Zelinka das Angebot, die Glacis-Gründe um 12 Millionen Gulden zu kaufen; die Gemeinde Wien würde sie dann selbst verwerten. Innenminister Agenor Gołuchowski, der Nachfolger von Alexander von Bach, opponierte heftig gegen den Plan der Gemeinde. Er bewirkte, dass der Kaiser am 29. April 1860 das ursprüngliche Konzept der Finanzierung mittels Fonds anordnete. Die Verwertung der Glacis-Gründe brachten dann bis 1914 112 Millionen Gulden ein.
Die Stadt Wien war der wirtschaftliche Verlierer der Stadterweiterung, und sie musste wegen der Kosten für die Infrastruktur hohe Schulden aufnehmen. Der Stadterweiterungsfonds war schon nach kurzer Zeit sehr reich und folglich mächtig, während die Gemeinde Wien nur sehr wenig Einfluss auf die Planung der Ringstraßenzone nehmen konnte, außer in deren Schlussphase.

## Die Demolierung der Stadtbefestigung

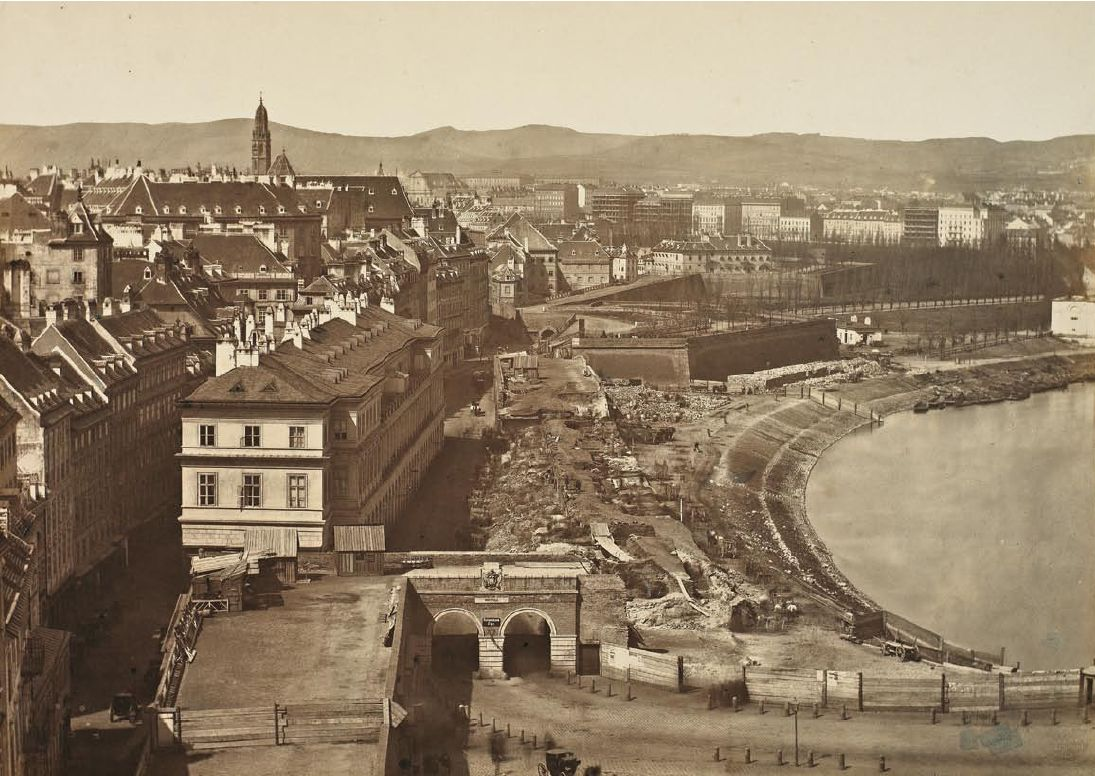
Abbrucharbeiten am Donaukanal

Unter der Leitung des Ingenieurs Franz Wilt wurde am 29. März 1858 beim Rotenturmtor mit dem Abbruch der Stadtmauern begonnen. Als erste Bastei wurde 1858 die Stubenbastei abgebrochen, als letzte die Löwelbastei, deren Entfernung sich bis 1875 hinzog. Die Demolierungen wurden von Privatfirmen durchgeführt; sie gingen relativ rasch voran, da Sprengungen mit Schießpulver und Schießbaumwolle zum Einsatz kamen. Insgesamt wurden 913,00 m³ Material bewegt; die Kosten betrugen 1.282.512 Gulden (ca. 11,3 Mio. Euro). Die bei den Abbrucharbeiten gewonnenen Ziegel und Steine wurden verkauft, was dem Stadterweiterungsfonds 380.368 Gulden (ca. 3,3 Mio. Euro) einbrachte. Nicht demoliert wurden lediglich das Burgtor sowie jene Teile der Befestigung, auf denen die Franz-Josefs-Kaserne stand; diese wurden erst 1900 abgebrochen.
Anlässlich der jährlichen Praterfahrt fuhr Kaiser Franz Josef am 1. Mai 1858 durch die nun bei der Rotenturmstraße entstandene Bresche. Er eröffnete dabei formell die neu zu gestaltende Straße entlang des Donaukanals, die als Franz-Josefs-Quai benannt wurde. Um die Demolierung zu finanzieren, gab das Finanzministerium dem Stadterweiterungsfonds ein Darlehen von 303.000 Gulden (2,7 Mio. Euro), das dann nach den ersten Verkäufen von Baugrund rasch zurückgezahlt wurde.
Durch den Abbruch der Mölker Bastei entstand vor jener Häusergruppe, zu der auch das Pasqualati-Haus gehört, ein Abhang hinunter zum Ringstraßen-Niveau. Zur Sicherung dieses Hangs wurde 1871 eine Stützmauer errichtet. Das Gleiche geschah nach der Demolierung der Braun-Bastei vor dem Palais Coburg. Und auch nach dem Abbruch der Augustinerbastei wurde entlang der Hanuschgasse eine Stützmauer errichtet. Diese Ziegelmauern werden gelegentlich fälschlicherweise für Reste der Stadtbefestigung gehalten.

## Die Planungen

### Die Planung der Straße

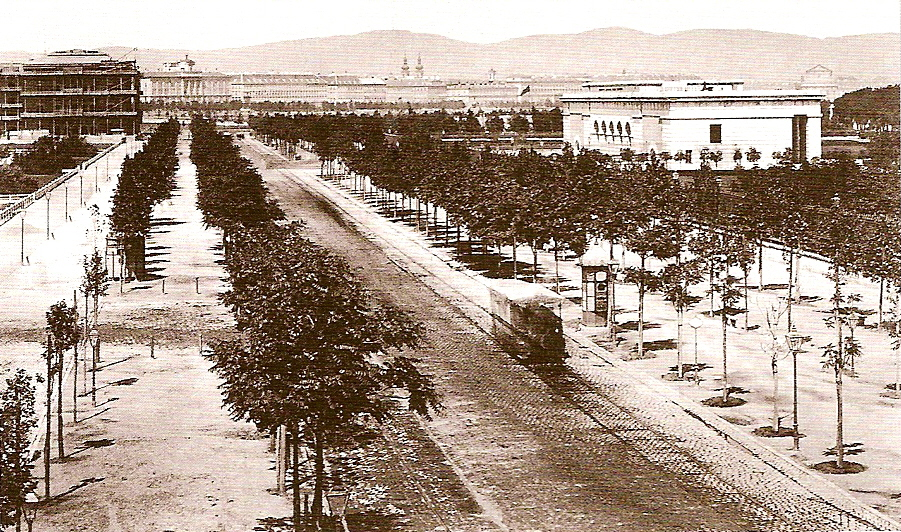
Der Burgring im Jahr 1872

Mit dem Bau der eigentlichen Ringstraße wurde im Frühjahr 1860 begonnen. Es wurde entschieden, sie nach Pariser Vorbild mit vielen Bäumen als doppelte Allee anzulegen; schließlich waren die Wiener an die schattigen Alleen des Glacis' gewöhnt. Die noch verwertbaren Bäume am Glacis wurden ausgegraben und für die Ringstraßenzone verwendet. Über die Sorten der neu zu pflanzenden Bäume war man sich lange Zeit uneinig. Einig war man sich nur in der Ablehnung der Rosskastanie, da diese in Wien allerorts üblich und daher zu „plebejisch“ wären. Man einigte sich schließlich auf Platanen und Götterbäume (die sich später nicht bewährten).
Im Frühjahr 1861 wurde mit der Nivellierung der bis dahin unebenen Fläche begonnen. Trotz ihres Namens ist die Ringstraße nicht ringförmig, sondern besteht aus sechs geraden Segmenten. Dies machte die Anlage des Straßennetzes einfacher, und es befriedigte das Militär, das aus den Erfahrungen der Revolution freie Schusslinien entlang der Straßen haben wollte.
Der Querschnitt der Straße wurde am 22. November 1860 festgelegt. Die Mittelfahrbahn sollte 10 Klafter (19 Meter) breit sein, flankiert von zwei Geh-Alleen, zwei Seitenfahrbahnen und zwei Gehsteigen. Die Anlage von Reit-Alleen wurde ohne Ergebnis diskutiert; die Beamten waren dagegen, das Militär dafür. Gegen den geplanten Straßenquerschnitt gab es zahlreiche Proteste. Schließlich wurde die Breite der Mittelfahrbahn von 10 auf 8 Klafter (17,1 m) verringert, flankiert von 3,5 Klafter (6,6 m) breiten Alleen und 4 Klafter (7,6 m) breiten Nebenfahrbahnen. Im Rahmen einer Feier eröffnete Kaiser Franz Josef am 1. Mai 1865 offiziell die (noch unfertige) Ringstraße. Im selben Jahr wurde auch der Franz-Josefs-Kai fertiggestellt. Die Anlage der Ringstraße dauerte bis zum Ende des Jahres 1870; die Breite der einzelnen Spuren wurden in späteren Jahren verändert.

### Die Planung des Schwarzenbergplatzes

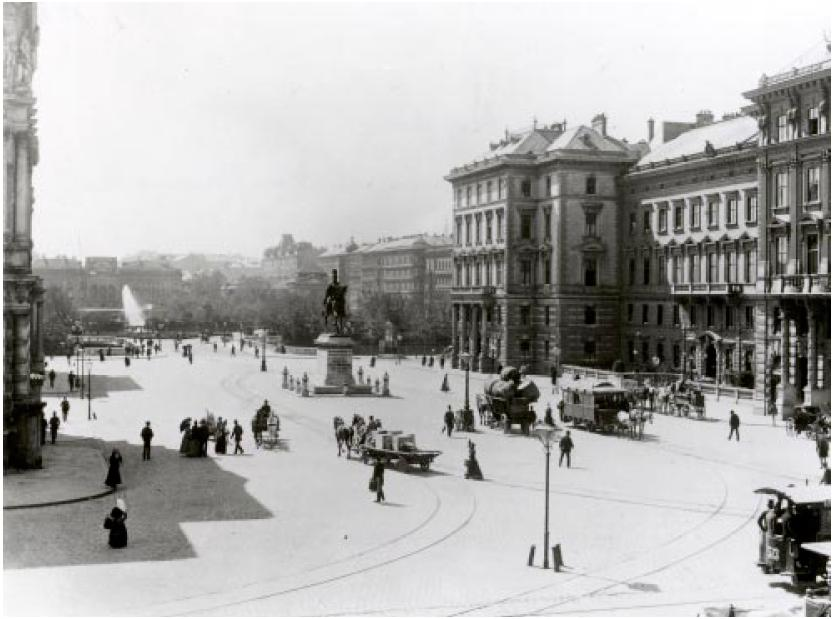
Der Schwarzenbergplatz im Jahr 1902

Im Jahr 1861 beschloss Kaiser Franz Josef, dass ein monumentales Reiterdenkmal für den Feldherrn Karl Philipp zu Schwarzenberg errichtet werden soll, wodurch sich die Frage nach seinem Standort stellte. Der Plan, das Denkmal auf den Stephansplatz zu stellen, wurde rasch verworfen. Schließlich schlug Sektionsrat Moritz Löhr vor, zwischen Kärntner Ring und Schubertring einen Platz für das Denkmal zu schaffen. Den Platz plante er kreisförmig, und mit Bäumen bestanden. Der Standort gefiel, nicht aber die Ausführung: Die grünen Bäume würden dem grün patinierten Bronzestandbild die Wirkung rauben. Franz von Matzinger war unglücklich, da durch den runden Platz profitabler Baugrund verloren gehen würde, und letztlich wurde der Schwarzenbergplatz dann ab 1865 rechteckig und ohne Bäume angelegt.

### Die Planung der privaten Bauten

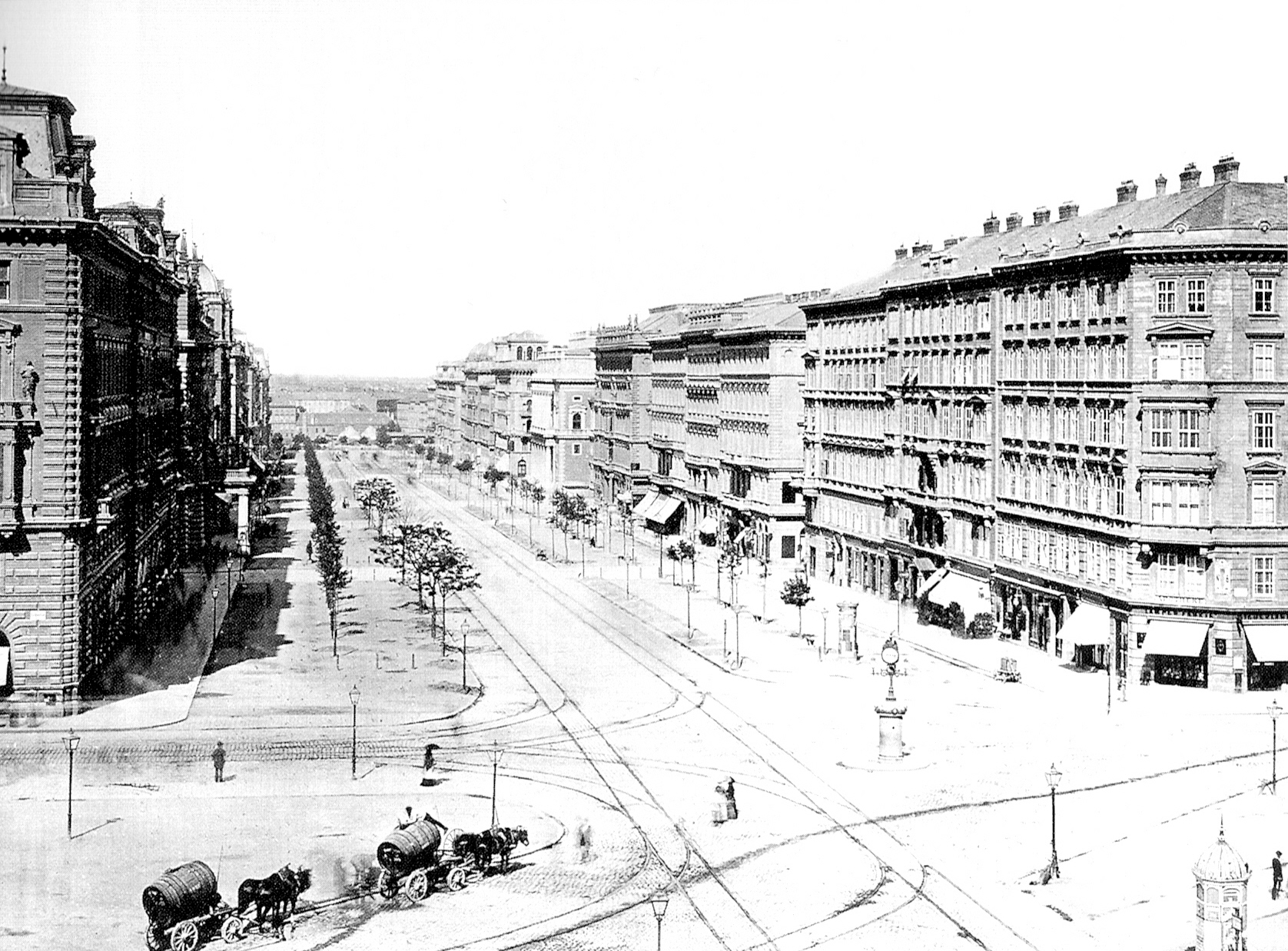
Der Schottenring in Richtung Leopoldstadt, um 1875

Der größte Teil der neu zu errichtenden Gebäude sollte auf private Bauten, vor allem Zinshäuser, entfallen. Das Stadterweiterungsgebiet wurde durch einen Raster aus Straßen in Baublöcke gegliedert. Im ursprünglichen Plan waren 128 Baublöcke vorgesehen, tatsächlich wurden es dann 135. Die Größe der meisten Blöcke beträgt zwischen 2.000 und 4.000 m². In der Bauordnung für die k.k. Reichshaupt- und Residenzstadt wurde am 23. September 1859 eine Gebäudehöhe „bis zum Dachsaume“ (Traufhöhe) von 13 Klaftern (24,7 Meter) genormt. Unter Berücksichtigung dieser Höhe stand dem Bauherrn die Zahl der Geschoße frei.
Das erste fertiggestellte Gebäude der Stadterweiterung war 1860 das Treumann-Theater an der heutigen Adresse Morzinplatz 4. Es war aus Holz gebaut und brannte 1863 ab. (An seiner Stelle entstand 1873 das Hotel Metropol und 1968 der Leopold-Figl-Hof.) 1860 wurden weitere Häuser gebaut, und zwar rund um die zukünftige Oper sowie im Bereich Franz-Josefs-Kai / Heinrichsgasse.
Am 21. Dezember 1860 legte der Gemeinderat als Grenze des 1. Bezirks die Mitte der Ringstraße fest. Dies führte zu Protesten etlicher Bauherren, da deren außerhalb der Ringstraße gelegenen Parzellen nun in der weniger prestigeträchtigen „Vorstadt“ liegen würden. Der Gemeinderat gab nach und legte nun die Lastenstraße als Bezirksgrenze fest.
Um den Bereich westlich der Oper verbauen zu können, musste Erzherzog Albrecht, Besitzer des Palais Erzherzog Albrecht, abgefunden werden. Dieser besaß Gebäude südlich seiner Albertina, darunter seine Stallungen, die in einer Wohngegend durch Geruch und Geräusch stören würden. Schließlich kaufte der Stadterweiterungsfonds dem Erzherzog die Realitäten um 400.000 Gulden (ca. 3,5 Mio. Euro) ab. Sofort wurden die Goethegasse und die Hanuschgasse angelegt und für die Verbauung vorbereitet.
Nach dem Abbruch der Stadtbefestigung war das Gelände um den Volksgarten uneben. Es wurde entschieden, den bis dahin viel kleineren Volksgarten bis zur Ringstraße zu vergrößern und zu planieren, was im Oktober 1863 abgeschlossen war.

### Die Planung der Oper
Da sowohl das Theater am Kärntnertor als auch das k. k. Hoftheater am Michaelerplatz zu klein und nicht mehr zeitgemäß waren, war der Neubau eines Opernhauses vordringlich. Es wäre logisch gewesen, die kaiserliche Hofoper in der Nähe der Hofburg zu bauen. Nichtsdestoweniger entschied sich Alexander Bach gemeinsam mit dem Architekten van der Nüll schon sehr früh für einen Platz vor dem Kärntnertor. Bachs Gegner mutmaßten, dass der machtbewusste Innenminister durch die räumliche Trennung das Opernhaus dem kaiserlichen Hof entziehen und in eine Staatsoper umwandeln wolle – was einige Zeit später auch tatsächlich geschah, wenn auch nicht durch Bach. Die Oper war eines der wenigen öffentlichen Bauten der Ringstraße, die tatsächlich dort gebaut wurden, wo sie geplant waren.
Wegen der Enge der bestehenden Theater wurde mit den Vorarbeiten zur Oper überhastet begonnen, also noch bevor noch die Ringstraße existierte. Als Folge mussten später die Straßen rund um die Oper um mehr als einen Meter abgegraben werden, da sonst bei Regen Wasser in die Oper eingedrungen wäre. Ein großer Nachteil des gewählten Standorts war es, dass kein repräsentativer Platz vor dem Opernhaus angelegt werden konnte. Die Situation verschlimmerte sich später noch, als der riesige Heinrichshof die Oper optisch erdrückte.

### Die Planung des Heinrichshofs

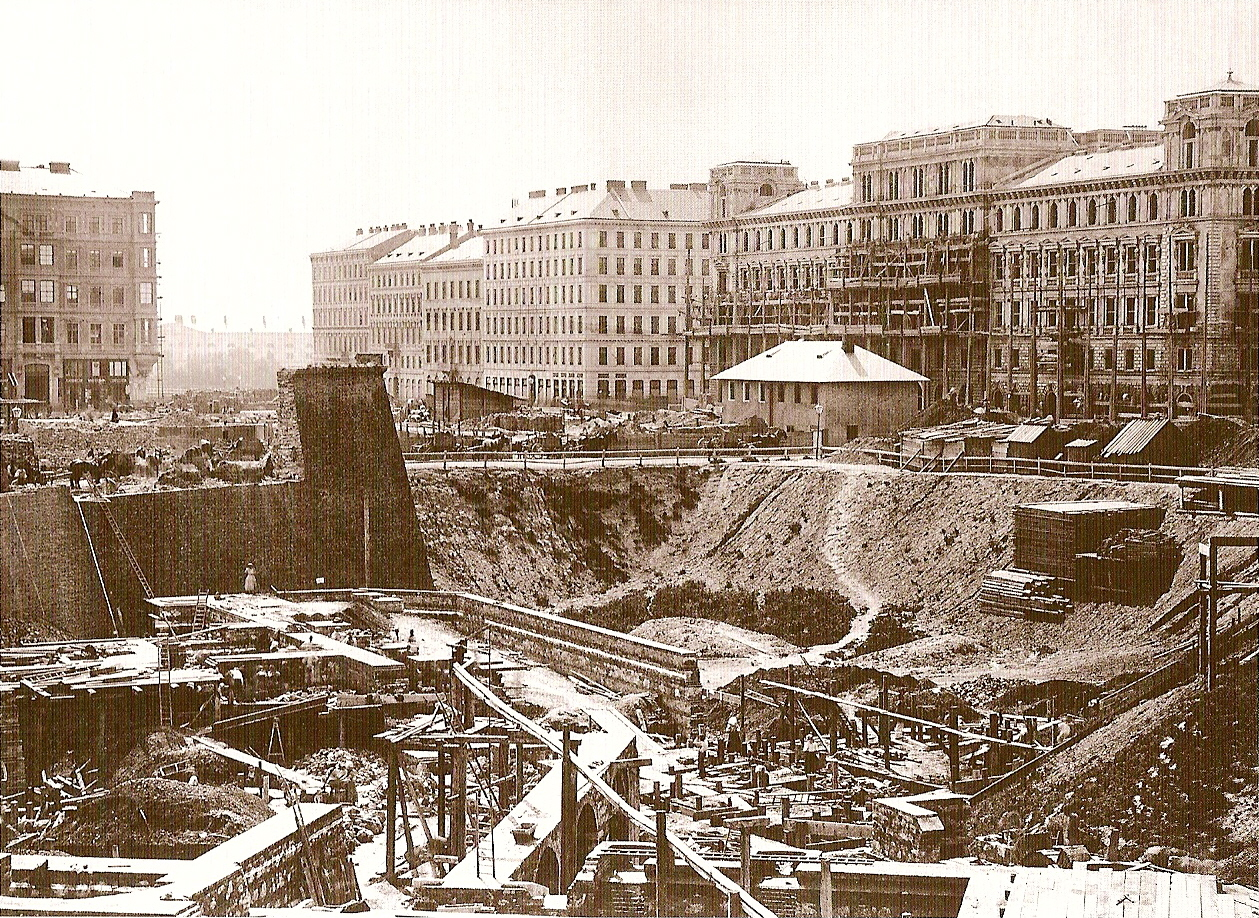
Heinrichshof (rechts im Bild) kurz vor seiner Fertigstellung im Jahr 1863

Ab 1860 begannen die ersten Parzellierungen am Glacis, und am 23. Mai gab die Wiener Zeitung bekannt, die ersten Grundstücksverkäufe würden bald bevorstehen. In den vom Kaiser genehmigten Plänen war vorgesehen, zunächst die Fläche innerhalb der Ringstraße zu verbauen, und erst dann den Außenbereich. Aber bereits im April 1859 beantragter der Unternehmer Heinrich Drasche, sechs Parzellen gegenüber der zukünftigen Oper zu erwerben; im Mai 1860 erhielt er sie. Drasche errichtete ab 1861 auf seinen Parzellen den monumentalen Heinrichshof. Durch dieses Präjudiz konnte in der Folge sofort beidseits des Rings gebaut werden.

### Die Planung des Parlamentsgebäudes
Im Jahr 1861 stürzte Innenminister Gołuchowski und wurde durch Anton von Schmerling ersetzt. Sein Februarpatent von 1861 sah als Volksvertretung die Bildung eines Reichsrats vor. Folglich musste dafür zwei repräsentative Gebäude an der Ringstraße geplant werden, ein Herrenhaus und ein Abgeordnetenhaus. Da deren Bau etliche Jahre in Anspruch nehmen würde, wurde am Schottentor, an den heutigen Adressen Währinger Straße 2–6, vom Architekten Ferdinand Fellner ein provisorisches Parlamentsgebäude aus Holz errichtet. Nach der äußerst kurzer Bauzeit von sechs Wochen wurde es am 26. April 1861 fertiggestellt. Von Satirikern wurde das Gebäude gerne als Schmerling-Theater bezeichnet.
Mit dem Bau der endgültigen Parlamentsgebäude sollte schon 1862 begonnen werden, und zwar bei der Augartenbrücke. Dann wurde der Baubeginn auf 1863 verschoben und der Bauplatz auf die verlängerte Operngasse. Schließlich einigte man sich 1864 darauf, das Abgeordnetenhaus auf einer Parzelle am heutigen Schillerplatz zu errichten, und das Herrenhaus im Gebiet des heutigen Schmerlingplatzes.

### Die Planung für das Burgtor

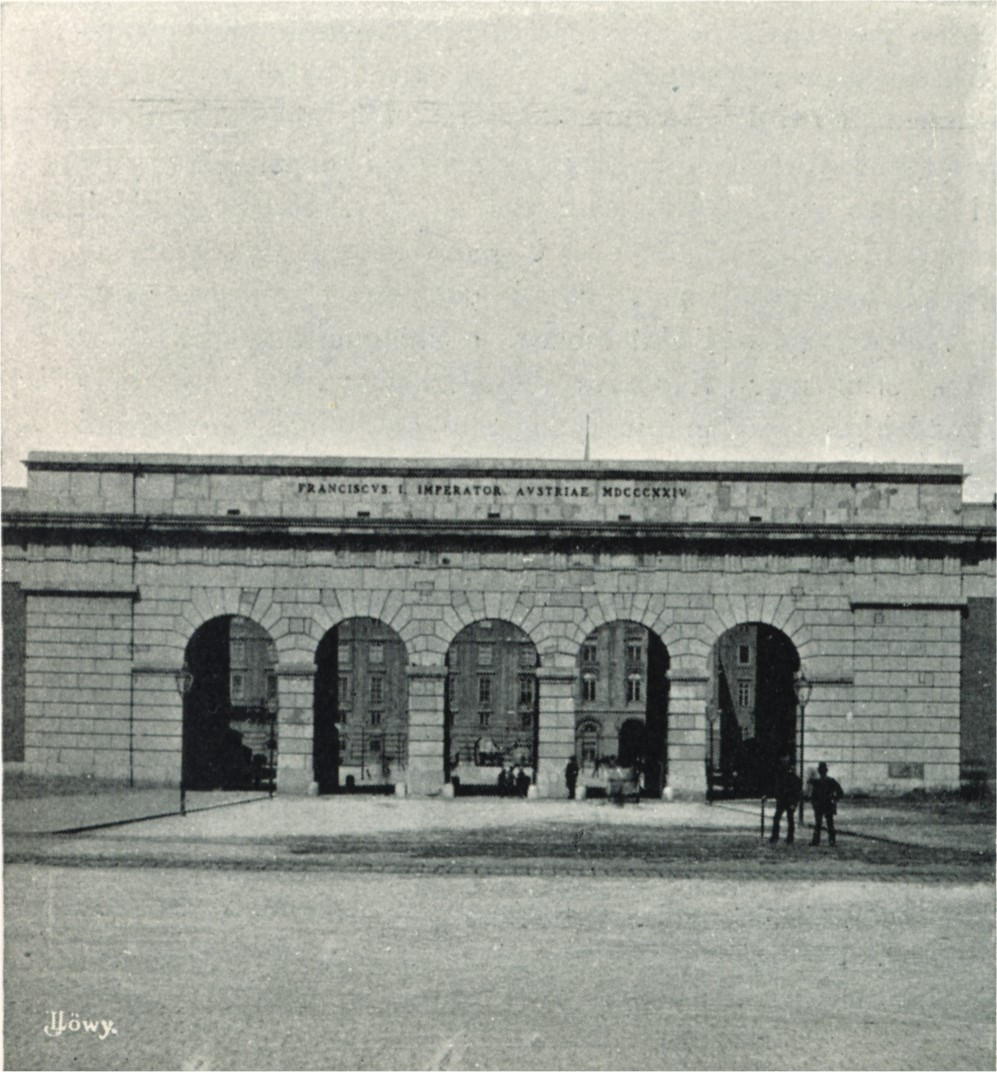
Das Burgtor um 1898

Beim Abbruch der Stadtbefestigung waren alle Stadttore demoliert worden, mit Ausnahme des Burgtors. Es war logisch, dieses nun sinnlose Bauwerk zu beseitigen, und das wurde auch angedacht. Theophil Hansen dagegen schlug vor, das Burgtor in ein Siegesdenkmal umzubauen. Nach langen Diskussionen konnte keine Entscheidung getroffen werden, weder für einen Abbruch noch für einen Umbau. Das Tor blieb einfach stehen.

### Die Planung des Rathauses
Da der Bau eines neuen Rathauses dringlich war, wurde bereits ab 1858 geplant. Nachdem Bürgermeister Andreas Zelinka der Initiator des Stadtparks gewesen war, wollte er sein Rathaus in dessen Nähe haben. Nach jahrelangen Verhandlungen kaufte die Gemeinde Wien dem Stadterweiterungsfonds eine große Parzelle am zukünftigen Parkring, zwischen Johannesgasse und Weihburggasse, ab. Die nächsten Jahre vergingen mit Debatten über das Bauprogramm. Schließlich wurde 1869 ein Architektenwettbewerb veranstaltet, den Friedrich von Schmidt mit einem neugotischen Entwurf gewann. Der Gemeinderat stimmte fast einstimmig einem raschen Baubeginn zu.

### Die Planung der Börse
Im Jahr 1862 beabsichtigte die k.k. Börsenkammer, ein neues Börsengebäude zu bauen und ersuchte die Stadt Wien, ihr ein Grundstück zu überlassen. Da bereits die Salzgrieskaserne demoliert worden war, und das Polizeihaus am Salzgries ebenfalls abgebrochen werden sollte, bot sich diese Fläche (der heutige Rudolfsplatz) an. Heinrich von Ferstel erstellte 1863 ein entsprechendes Konzept, und 1865 wurde der Baugrund angekauft. Die Börsenkammer wollte allerdings direkt an der Ringstraße residieren und es gelang ihr, ihren Baugrund gegen jenen einzutauschen, der an der Ringstraße für das „Stadthaus“ vorgesehen war. Mit dem Bau der Börse durch Theophil Hansen wurde 1874 begonnen. (Das Stadthaus wurde nicht gebaut und der Rudolfsplatz später in einen Park umgestaltet.)

### Die Planung der Museen

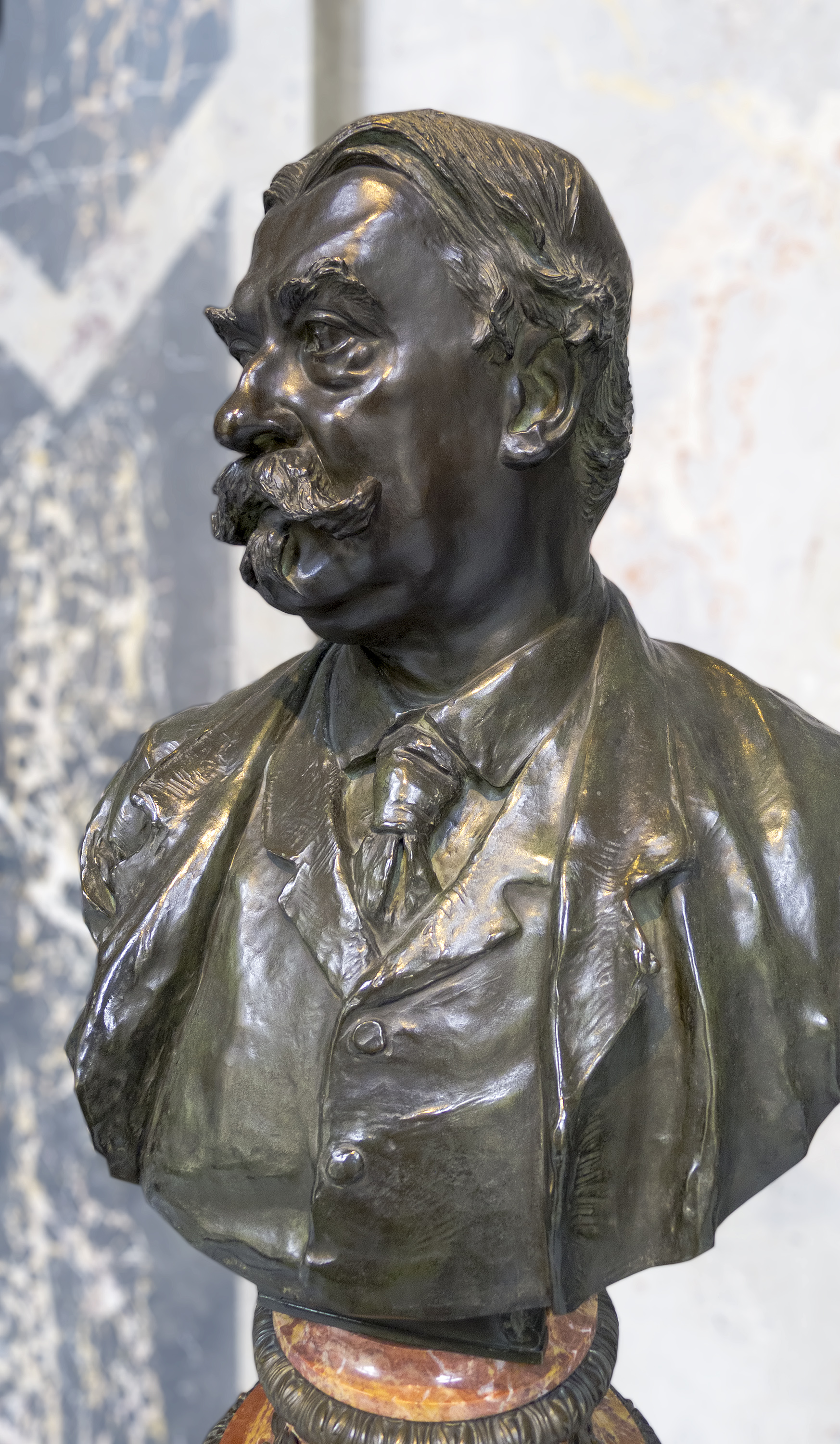
Carl von Hasenauer

Die Fläche rund um das Burgtor galt durch die Nähe zur kaiserlichen Burg als besonders wichtiger Platz. Sowohl im Rahmen des Architektenwettbewerbs als auch danach wurde eine sehr große Zahl von Vorschlägen für seine Verbauung gemacht. Im vom Kaiser genehmigten „Grundplan“ sollte der (heutige) Heldenplatz vom k.k. Hofgebäude und von der k.k. Hofbibliothek flankiert werden. Außerhalb der Ringstraße waren zwei Militärbauten geplant, der k.k. Gardehof und das k.k Generalkommando.
1862 schlug Architekt Moritz Loehr vor, am Platz vor dem Burgtor zwei Museen für die kaiserlichen Sammlungen erbauen zu lassen. Franz von Matzinger schlug vor, eines der Museen als Kunstmuseum, und das andere als naturkundliches Museum zu gestalten. Dieser Plan gefiel der Stadterweiterungs-Kommission, und am 23. September 1864 genehmigte der Kaiser das Vorhaben. Der Monarch legte auch fest, dass die Blickachse zu den Hofstallungen nicht beeinträchtigt werden dürfe.
1866 begann der Architektenwettbewerb. Durch die undurchsichtigen und von persönlichen Beziehungen geprägten Verhältnisse in Wien wurden nur vier Architekten eingeladen, nämlich Moritz Loehr, Carl von Hasenauer, Theophil Hansen und Heinrich Ferstel. Eine Jury entschied 1867, dass keiner der Entwürfe für eine Ausführung geeignet wäre. Loehr und Hasenauer wurden aber aufgefordert, ihre Entwürfe zu überarbeiten und noch einmal vorzulegen. Ferstel und Hansen fühlten sich dadurch zurückgesetzt. Als Folge brach eine heftige, jahrelange Architekten-Fehde aus, die von den Medien intensiv ausgeschlachtet wurde. Zu guter Letzt wurde auch Ferstel und Hansen erlaubt, ihre Projekte zu überarbeiten. Beide waren aber verschnupft und lehnten ab. Die modifizierten Entwürfe von Loehr und Hasenauer wurde 1868 von einer Jury bewertet, die dann wieder keine Entscheidung traf.
Manche Kommentatoren sahen das Problem darin, dass der Wettbewerb von Anfang an mit einer „Freunderlwirtschaft“ begonnen hatte. Als Lösung nach drei Jahren der Konfusion wurde 1869 entschieden, einen externen Experten hinzuzuziehen, den deutschen Architekten Gottfried Semper.

### Die Planung des Kaiserforums

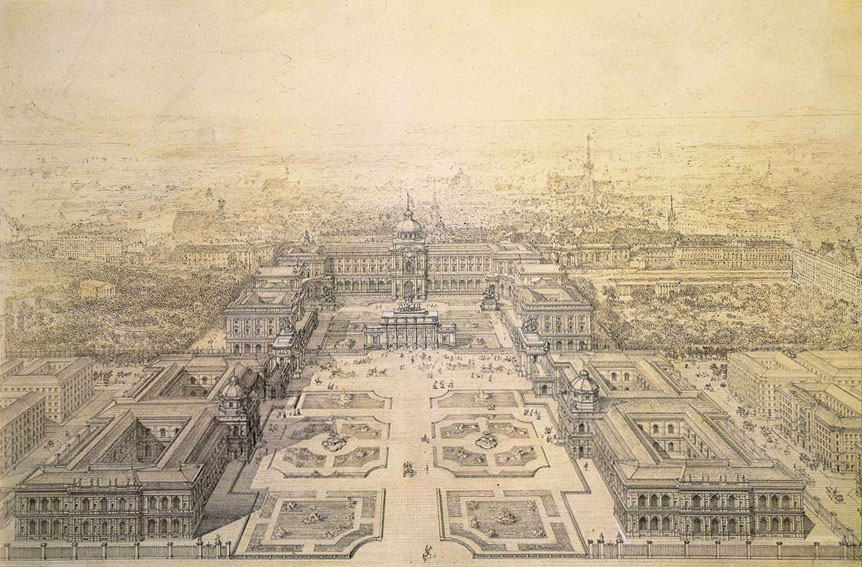
Das Kaiserforum, Zeichnung von Gottfried Semper, 1869

Bis zu diesem Zeitpunkt war drei Jahre lang erfolglos über die Gestaltung der zwei Museen diskutiert worden. Semper entwickelte dagegen 1869 eine viel umfassendere Lösung, die den gesamten Raum vor der Hofburg integrierte. Mit zwei neuen Flügeln der Hofburg, den beiden Museen und den Hofstallungen würde sich ein monumentaler, geschlossener Platz ergeben, den Semper „Kaiserforum“ nannte. Der Gebäudekomplex hatte eine Ausdehnung von 500 × 300 Meter. Bei dieser Lösung würden sich Hasenauers Entwürfe für die Museen gut eignen. Das Kaiserforum war nicht ganz allein Sempers Idee: Beim Siegerprojekt von Sicardsburg und van der Nüll 1858 waren die Gebäude bereits genau so angeordnet, allerdings hatten sie eine andere Funktion.
Im August 1869 wurden Semper und Hasenauer beauftragt, das Kaiserforum zu bauen. Deren Baupläne waren Ende 1870 fertiggestellt. Sempers Gehalt legte der Kaiser mit 5.000 Gulden (ca. 44.000 Euro) pro Jahr fest. Mit dem Bau der beiden Museen wurde am 27. November 1871 begonnen. Da der gegenüber der Neuen Burg gelegene Hofburg-Flügel nie gebaut wurde, blieb das Kaiserforum unvollständig.
Das für den Museumsbau gebildete Komitee hatte schon 1866 den Beschluss gefasst, den Raum zwischen den Museen im französischen Stil und ganz ohne Bäume anzulegen. Die Parkanlage wurde aber erst 1884 geschaffen und nach der Errichtung des Maria-Theresien-Denkmals im Jahr 1888 als Maria-Theresien-Platz benannt.

### Die Planung der Neuen Burg

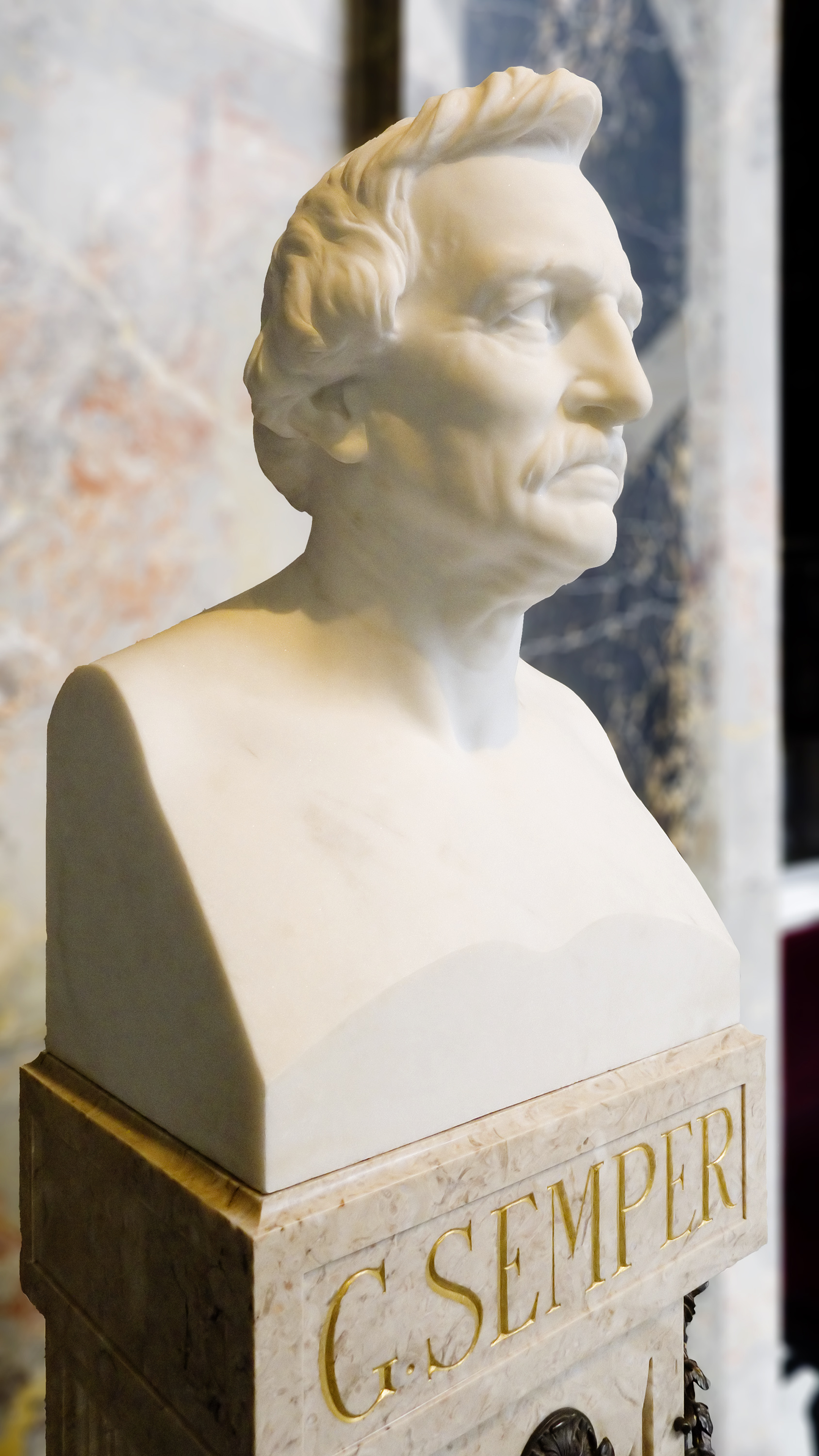
Gottfried Semper

Zur Verwirklichung des Kaiserforums sollten zwei neue Trakte die Hofburg mit den Museen verbinden. Diese beiden Flügel sollten durch einen Trakt verbunden werden, der vor dem Leopoldinischen Trakt errichtet werden sollte. Mit dem Bau des südöstlichen Flügels, heute Neue Burg genannt, wurde 1881 unter der Leitung von Hasenauer begonnen. Das Bauwerk entsprach nicht dem Geschmack des Kaisers, der es zu monumental fand. Außerdem bestand für die neuen Trakte wenig Bedarf. Am 12. April 1913 entschied der Kaiser, den Bau der projektierten Trakte aufzugeben.

### Die Planung des Burgtheaters
Der Neubau des Burgtheaters war im Rahmen der Stadterweiterung von Anfang an geplant, es war aber noch kein Platz dafür festgelegt. Gottfried Semper schlug vor, es als Teil seines Kaiserforums zu behandeln und es an den neu zu bauenden, westlichen Flügel der Hofburg anzulehnen. Dies gefiel dem Kaiser aber nicht und er regte an, das Theater im Volksgarten zu errichten.
Kurz darauf wurde der Plan geboren, das Theater noch weiter von der Hofburg weg zu verschieben und genau vor das Rathaus zu setzen. Semper stimmte sofort für diesen Plan, aber Franz von Matzinger war dagegen. Als Präsident des Stadterweiterungsfonds war er auf Sparsamkeit bedacht; und am vorgeschlagenen Bauplatz standen Häuser (bei der heutigen Löwelstraße und Teinfaltstraße), die abgelöst und demoliert werden müssten. Die Stadt Wien war aber begeistert von dem neuen Vorschlag, da das Areal vor dem Rathaus aufgewertet und mit dem Burgtheater ein Ensemble bilden würde. Die Gemeinde Wien bezahlte daher aus eigener Kasse 250.000 Gulden (ca. 2,2 Mio. Euro) für die Ablösung der störenden Häuser, und im Dezember wurde der Bau des Burgtheaters beschlossen. Damit das Theater im Vergleich zum großen Rathaus nicht allzu schmächtig aussehen sollte, baute Semper zwei große Flügel an seine Seiten, die die Breite des Gebäudes mehr als verdoppeln.

### Die Planung der Volksgartengruppe

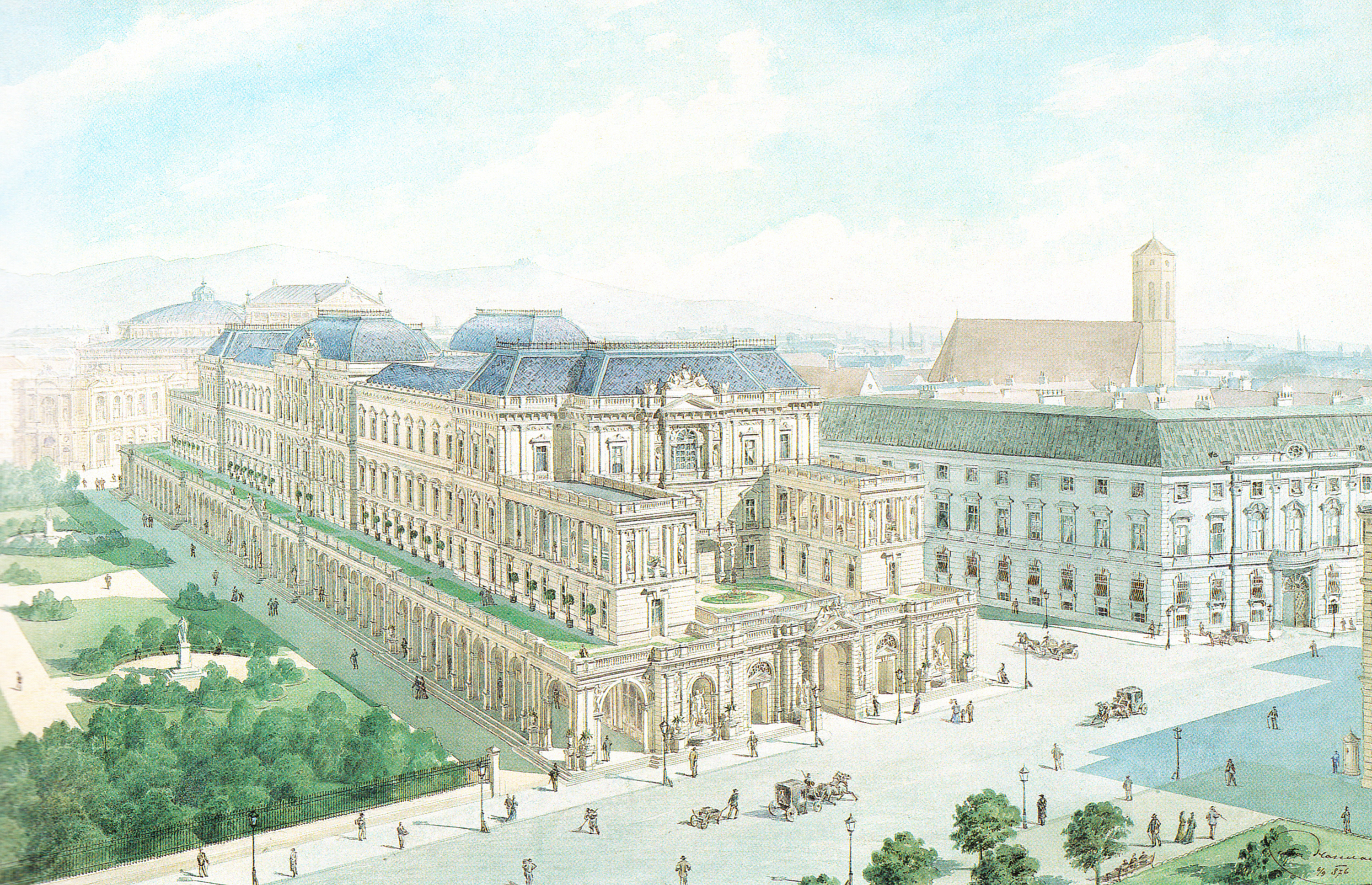
Projekt Volksgartengruppe, rechts der Ballhausplatz, links hinten das Burgtheater

Nach der Demolierung einiger Häuser für den Bau des Burgtheaters musste der Bereich dahinter bereinigt werden. Dabei entstand 1872 die Idee, den Volksgarten zu verkleinern und hinter dem Burgtheater Gebäude zu errichten. Semper und Hasenauer planten eine Gruppe von Häusern, die zu einem sehr großen Gebäude verschmelzen sollten. Diese sogenannte „Volksgartengruppe“ hatte Arkaden und bot reichlich Raum für Geschäfte, Restaurants und Galerien. Hasenauer erstellte 1875/76 Detailpläne. Das Haus wäre eines der großartigsten Gebäude an der Ringstraße geworden. Der Stadterweiterungsfonds prognostizierte ihm einen wirtschaftlichen Erfolg.
Bürgermeister Cajetan Felder protestierte allerdings heftig gegen die Verkleinerung des Volksgartens und erhielt dabei die Unterstützung mehrerer prominenter Adeliger. Schließlich spazierte der Kaiser zur Gegend an der ehemaligen Löwelbastei und untersagte nach dieser Besichtigung die Volksgartengruppe.

### Die Planung des Ringtheaters

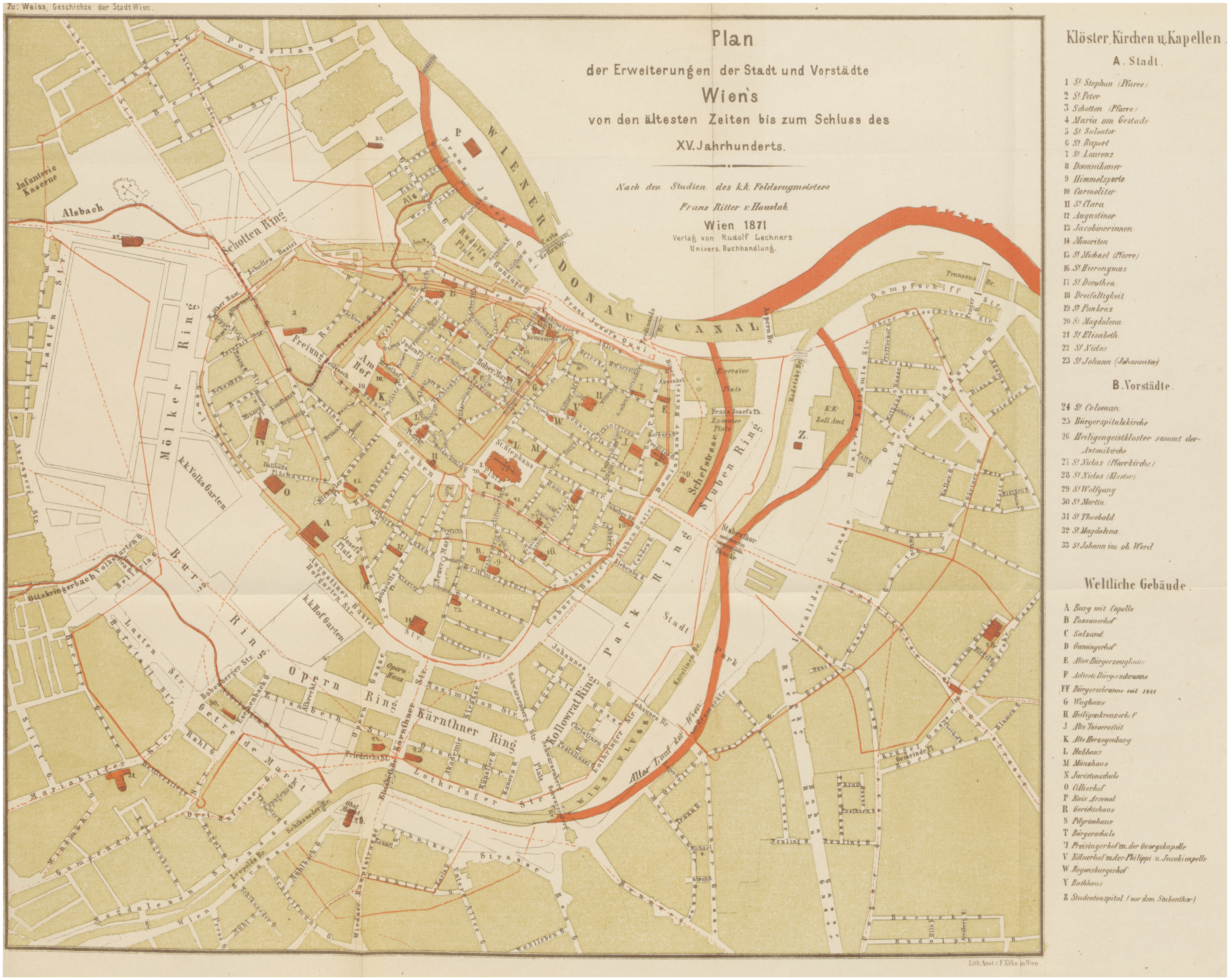
Wien 1872, während der Stadterweiterung

Mit Blick auf die Weltausstellung 1873 entstand 1872 eine Aktiengesellschaft mit dem Ziel, ein volkstümliches Theater zu erbauen. Zu diesem Zweck wurde eine Parzelle am Schottenring 7 vom Stadterweiterungsfonds angemietet und Architekt Emil Förster für die Planung verpflichtet. Da der Baugrund relativ klein war, das Theater aber 1.700 Zuschauer fassen sollte, entwarf Förster ein hohes, schlankes Theater mit vier Balkonen. Die Breite der Stiegenhäuser reduzierte er auf ein Minimum. Die Aktiengesellschaft beauftragte Gottfried Semper, die Pläne zu begutachten, und der erteilte seine Zustimmung. Mit dem Bau wurde im Februar 1872 begonnen. (1881 zerstörte dann der Ringtheaterbrand das Gebäude.)

### Die Planung der Universität
Während der Revolution von 1848 spielte das Hauptgebäude der Alten Universität an Jesuitenplatz (heute Dr.-Ignaz-Seipel-Platz) eine wichtige Rolle. Folglich wurde es nach der Niederschlagung der Revolte vom Militär besetzt und 1857 der Akademie der Wissenschaften überlassen. Der Universitätsbetrieb wurde provisorisch in andere Gebäude verlagert. 1854 plante Unterrichtsminister Leo von Thun und Hohenstein den Neubau eines Universitätsgebäudes am Rossauer Glacis, beim Beginn der Währinger Straße bzw. der heutigen Günthergasse. An dieser Stelle befand sich eine aufgelassene Gewehrfabrik. Thun beauftragte die Architekten Sicardsburg und van der Nüll, den Neubau zu projektieren, der dann 1855 beschlossen wurde. Der Standort gefiel der Obrigkeit auch deshalb, weil die unberechenbaren Studenten nicht die Ringstraße, sondern nur den Alsergrund unsicher machen würden.
Inzwischen war aber der Baugrund für die Votivkirche abgesteckt worden und der Universität im Weg. Sicardsburg und van der Nüll planten um und projektierten ein Universitätsgebäude hinter dem Chor der Votivkirche. Der Stil war an die Gotik angelehnt, um zur Votivkirche zu passen. 1858 wurden der Plan und seine sofortige Umsetzung beschlossen. 1859 konnte aber mit dem Bau wegen des norditalienischen Kriegs nicht begonnen werden und 1860 schied Thun aus der Regierung aus, wodurch das Vorhaben ins Stocken geriet.
Das Vorhaben wurde zunehmend kritisiert. Vor allem Heinrich Ferstel protestierte heftig dagegen, dass ein zweites monumentales Gebäude seiner Votivkirche Konkurrenz machen sollte. Im Gegensatz dazu kämpfte die Bezirksvertretung des Alsergrunds für das prestigeträchtige Projekt in ihrem Bezirk. Jahrelange Diskussionen waren die Folge.

### Die Planung des Rathausviertels

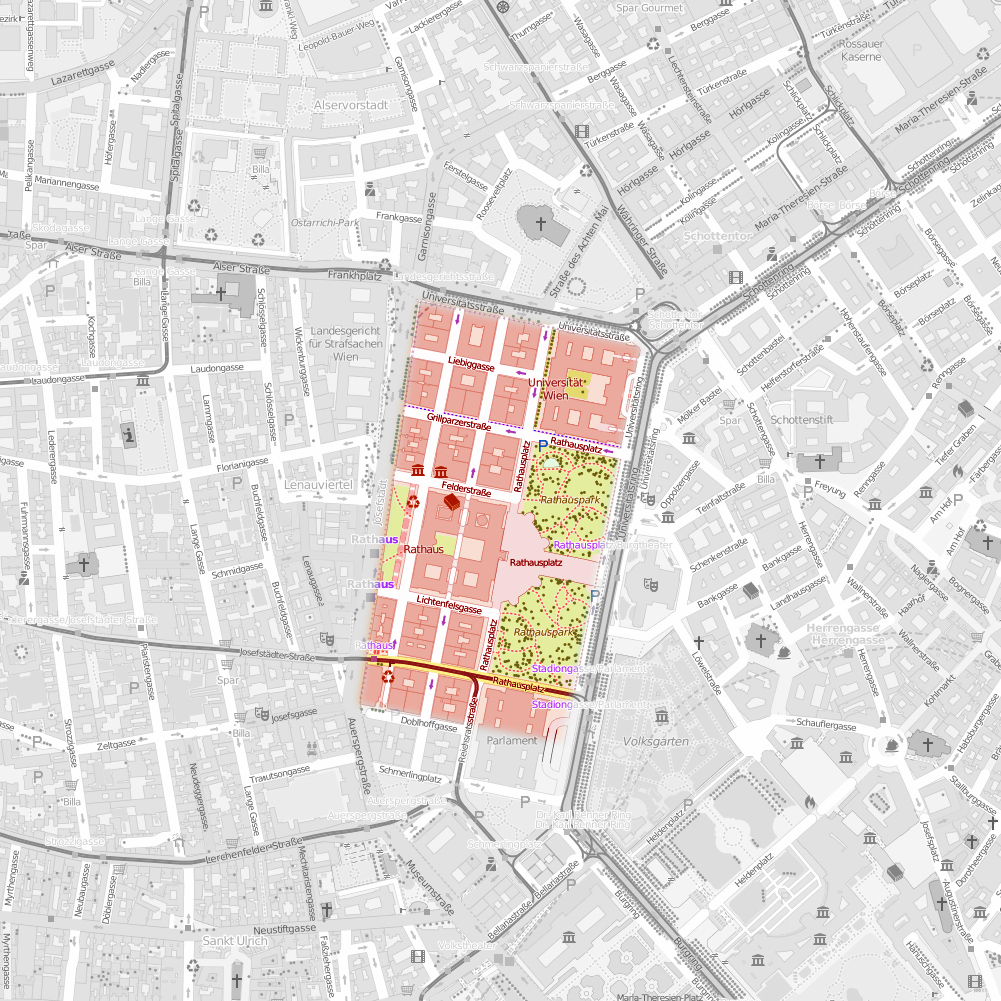
Die Lage des Paradeplatzes (farbig) auf einem modernen Stadtplan

Im Verlauf der Stadterweiterung bestanden permanente Konflikte zwischen Militär und Innenministerium. Die zivilen Beamten versuchten immer wieder – und meist erfolgreich – den Bau militärischer Bauten am Ring zu verhindern. Im vom Kaiser genehmigten Grundplan war vorgesehen, dass mehrere Militärbauten zu errichten waren, und zwar auf Kosten des Stadterweiterungsfonds. 1863 gelang Minister Lasser jedoch ein Handel mit dem Militär: Der Fonds zahlte an das Kriegsministerium einen Pauschbetrag von fünf Millionen Gulden; im Gegenzug musste das Kriegsministerium seine Militärbauten selbst finanzieren.
Nach den verlorenen Kriegen von 1859, 1864 und nach der Schlacht bei Königgrätz 1866 musste das Heer reformiert und modernisiert werden, was hohen Geldbedarf bedeutete. Als Folge dachte das Kriegsministerium über den Verkauf von Grundstücken nach, darunter den 210.000 m² großen Parade- und Exerzierplatz am Ring. Beschleunigt wurde der Vorgang, als bei einer Parade 1868 ein Wolkenbruch aufkam, und der Kaiser und sein Gefolge im Schlamm steckten, was den obersten Kriegsherrn nicht amüsierte. Die Gunst der Stunde nutzend regte der Gemeinderat am 5. August 1868 die Auflassung des Paradeplatzes an, was der Kaiser am 17. August auffallend schnell genehmigte. Das Militär bot das Areal im Herbst 1868 zum Verkauf an, worauf sich rasch eine Bank, ein Investoren-Konsortium und die Gemeinde Wien bewarben. Das Kriegsministerium verlangte 6 Millionen Gulden (53 Mio. Euro) für das Areal, was allen Interessenten zu teuer war.
Im Winter 1868/69 gebar Bürgermeister Cajetan Felder die Idee, auf der Fläche des Paradeplatzes drei Monumentalgebäude errichten zu lassen, das Parlament, das Rathaus und die Universität. Der Plan fand sofort Gefallen. Es wurde auch sogleich bestimmt, dass Theophil Hansen das Parlament und Heinrich Ferstel die Universität bauen würde – die beiden waren nach dem Architekten-Krieg um die Museen tief beleidigt und mussten besänftigt werden. Als Architekt des Rathauses stand Friedrich Schmidt als Sieger des entsprechenden Wettbewerbs ebenfalls bereits fest.
Die Angelegenheit verzögerte sich, da mittlerweile infrage gestellt wurde, ob das Militär den Grund überhaupt rechtmäßig besäße, und ob er nicht staatlicher Besitz sei und somit dem Finanzministerium zustünde. Unterstützt vom Kaiser, der den Paradeplatz weghaben wollte, konnte Franz von Matzinger schließlich im Juli 1870 eine Lösung erarbeiten: Sein Stadterweiterungsfonds kaufte das Gelände und bezahlte dafür 3,5 Mio. Gulden an das Kriegsministerium und 1,5 Mio. Gulden an das Finanzministerium.

### Die neue Planung des Rathauses

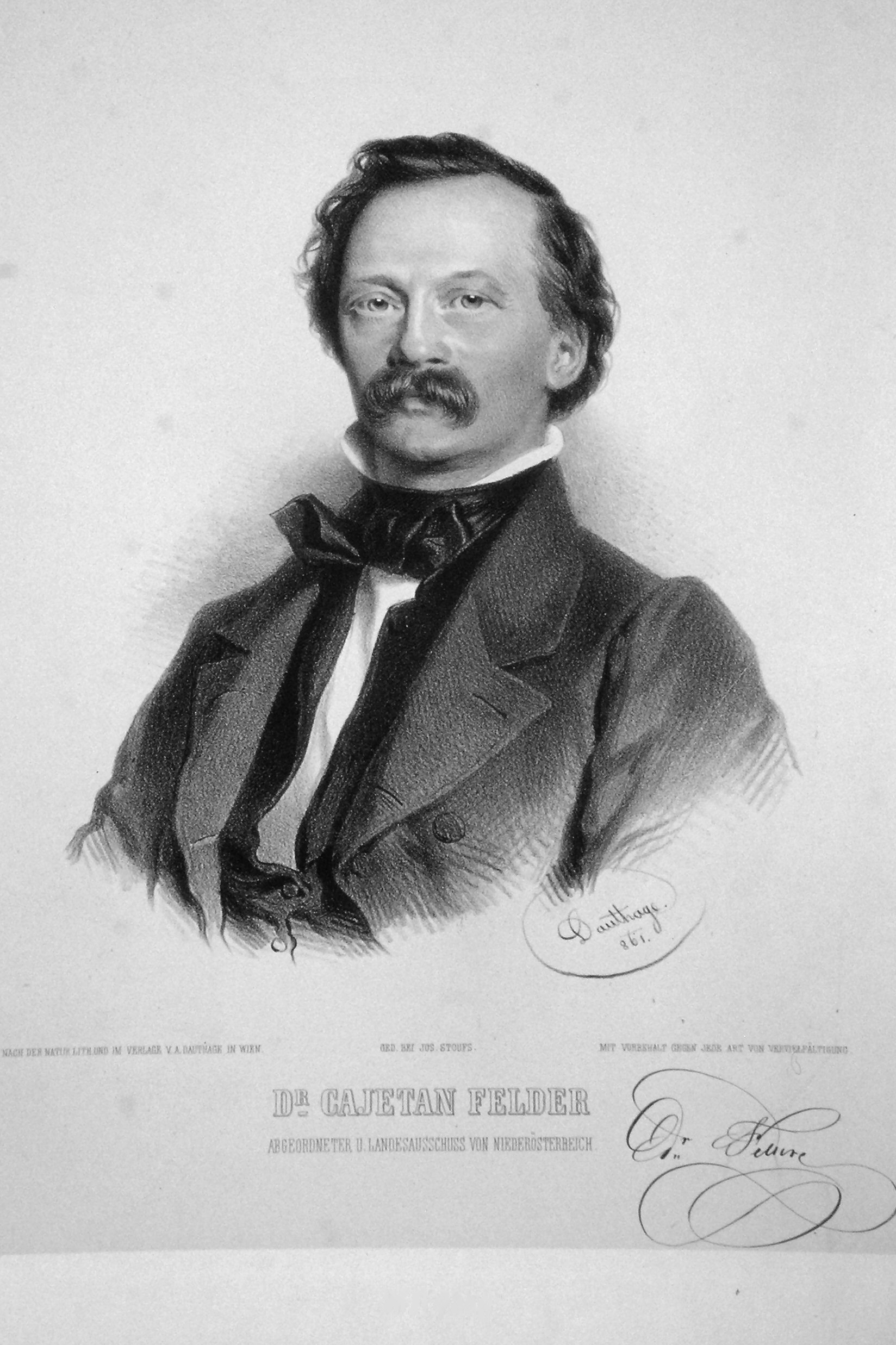
Bürgermeister Cajetan Felder

Der Bau der Monumentalbauten am Paradeplatz war Cajetan Felders Idee, und natürlich setzte er sein Rathaus in die Mitte des Ensembles. Dies war aber auch aus ästhetischen Gründen sinnvoll, da es das höchste der drei Gebäude war, und nur so eine Symmetrie erzielt werden konnte. Das Rathaus war aber so groß, dass es zur Lastenstraße zurückgeschoben wurde, um die Ringstraße nicht optisch
zu erdrücken.
Für den Bau des Rathauses hatte die Stadt bereits ein Grundstück am Parkring erworben, dessen Rückgabe nun Schwierigkeiten machte. Kaiser Franz Josef löste das Problem, indem er am 11. Juni 1870 anordnete, dass die Stadt ohne weitere Kosten das alte Grundstück gegen das neue am Paradeplatz eintauschen durfte. Die neue Fläche war viermal so groß, sodass beim Rathaus ein Park angelegt werden konnte.
Das Areal hinter dem Rathaus und seitlich davon wurde vom Stadterweiterungsfonds parzelliert und an private Kunden verkauft. Der Anstieg der Grundstückspreise war enorm. Hatte das Militär einige Jahre zuvor für den Paradeplatz noch 300 Gulden pro Quadrat-Klafter verlangt und keinen Käufer gefunden, wurden nun 2.000 Gulden bezahlt (ca. 4.900 Euro/m²).
Der Bau des Rathauses verzögerte sich, da über zahlreiche Details anfangs Uneinigkeit bestand. So wurde diskutiert, ob man eine Kapelle oder einen Weinkeller einbauen solle. Die Kapelle wurde abgelehnt, der Weinkeller beschlossen. Schließlich wurde mit der Ausmauerung der Fundamente im Juli 1872 begonnen, die Grundsteinlegung erfolgte am 14. Juni 1873.
Am ehemaligen Paradeplatz waren nun mit Parlament, Rathaus, Universität und Burgtheater vier Monumentalbauten in völlig unterschiedlichen Stilen projektiert. Um das Rathausviertel optisch zu beruhigen, legte der Stadterweiterungsfonds hier eine Bauordnung fest: Alle Häuser rund um das Rathaus mussten mit Arkaden ausgeführt werden, eine bis dahin in Wien seltene Bauform. Das Rathausviertel erhielt dadurch eine harmonische Anmutung.

### Die neue Planung des Parlamentsgebäudes

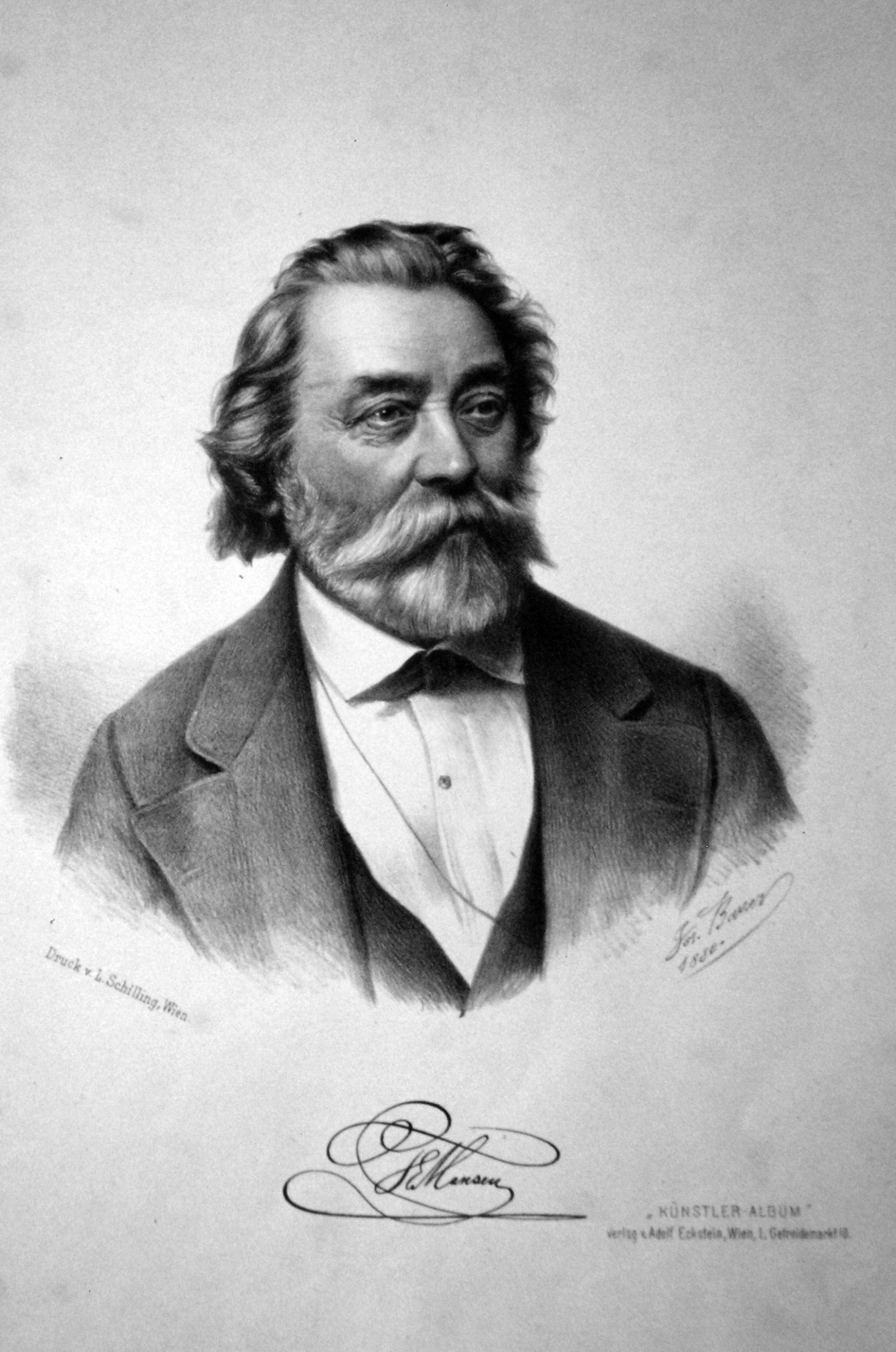
Theophil Hansen

Ursprünglich war vorgesehen, für die beiden Kammern der Reichsrats zwei eigenständige Gebäude am Ring zu errichten. Am neuen Standort stand nun viel Platz zur Verfügung, und Theophil Hansen wurde beauftragt, ein einzelnes, großes Gebäude für beide Kammern (Abgeordnetenhaus und Herrenhaus) zu bauen. Er legte seinen Entwurf 1872 vor. Der Monumentalbau im antiken griechischen Stil war kostspielig, und Hansen musste viel Energie aufwenden um eine bauliche Vereinfachung seines Gebäudes zu verhindern. Schließlich wurde am 31. August 1874 der Grundstein gelegt.
Die Fläche hinter dem Parlament wurde mit Wohnhäusern verbaut, mit einer Ausnahme: Vinzens Fürst von Auersperg hatte sich 1865 bitter beschwert, dass man ein Zinshaus vor seinem Palais Auersperg plante, und er drohte mit Schadenersatzklagen. Als Folge wurde der Schmerlingplatz so vergrößert, dass der Platz vor dem Palais eine Grünfläche blieb.

### Die Planung des Justizpalastes
Da am Rand des Paradeplatzes noch freier Platz war, beschloss man die Errichtung eines Gebäudes für das Oberlandesgericht, den Justizpalast. Er sollte durch den Architekten Alexander Wielemans an der Lastenstraße gegenüber dem Landesgericht für Strafsachen gebaut werden. Der Standort gefiel dem Oberlandesgerichtspräsidenten aber nicht, also wurde das Gebäude an den südlichen Rand des Areals, zum Schmerlingplatz verschoben; Baubeginn war 1875.

### Die Planung der Akademie der bildenden Künste

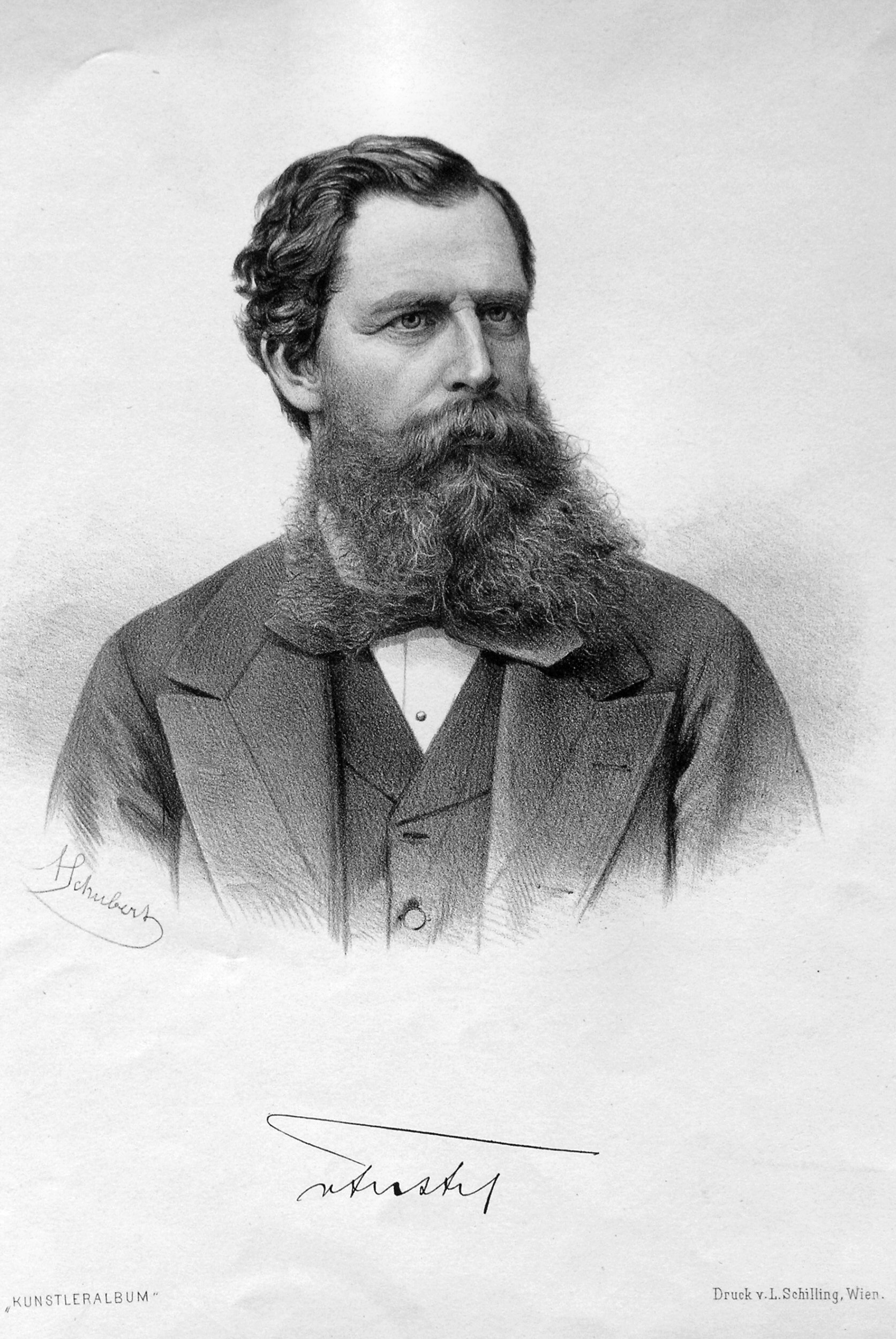
Heinrich von Ferstel

Eine Kunstakademie war in den ursprünglichen Plänen an der Ringstraße nicht vorgesehen. Die K.k. Hofakademie der Maler, Bildhauer und Baukunst war seit 1786 im St. Annahof an der Annagasse untergebracht. Rudolf Eitelberger, Österreichs erster Professor für Kunstgeschichte, schlug ein eigenes, neues Gebäude für die Akademie vor. Der Minister für Cultus und Unterricht stimmte zu, und ein Bauplatz war rasch gefunden. Am Schillerplatz sollte ursprünglich das Gebäude des Abgeordnetenhauses errichtet werden. Nachdem das Parlament an seinen heutigen Ort umgeplant worden war, bekam die Akademie der bildenden Künste das Grundstück am Schillerplatz. Das Gebäude wurde ab 1872 von Theophil Hansen errichtet.

### Die neue Planung der Universität
Obwohl nun viel Platz am Paradegelände zur Verfügung stand, wollten mehrere Fakultäten an dem Standort am Alsergrund festhalten. Architekt Ferstel hatte jedoch stets gegen einen Monumentalbau neben seiner Votivkirche opponiert; nachdem er nun die Universität bauen durfte, wurden seine Proteste noch heftiger. Schließlich gelang es Franz von Matzinger, den neuen Standort an der Ringstraße durchzusetzen. Als die Baupläne Ferstels publiziert wurden, war die Universitätsleitung von der Größe des Gebäudes freudig überrascht; vor allem konnte man nun die ganze Universitätsbibliothek im Haupthaus unterbringen. Mit dem Bau wurde 1877 begonnen.

### Die Planung des Stubenviertels

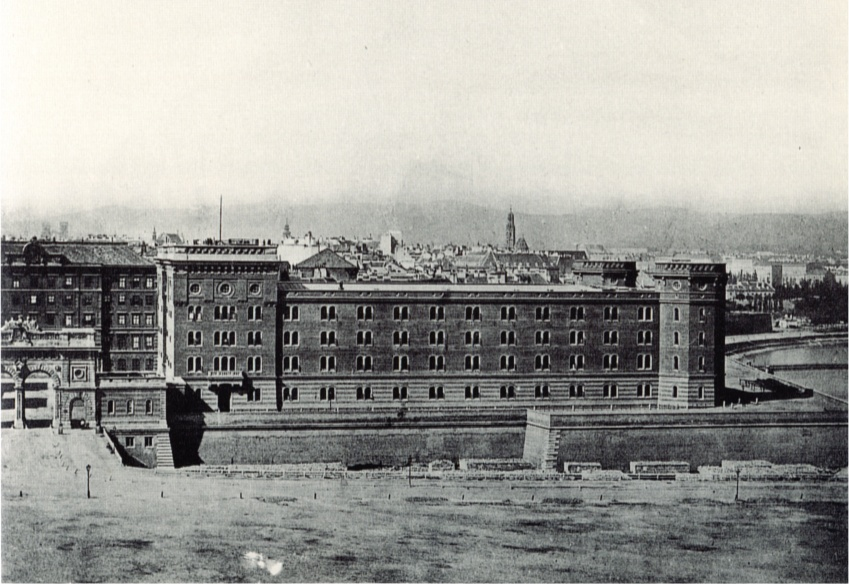
Die Franz-Josefs-Kaserne im Jahr 1858

Historiker gliedern die Stadterweiterung gerne in drei Phasen: In der ersten Phase wurde die Erweiterung geplant und die ersten Gebäude ausgeführt. In der zweiten Phase wurde der Paradeplatz vom Militär aufgegeben, wodurch hier wichtige Gebäude entstehen konnten. Die dritte und letzte Phase wurde durch den Abbruch der Franz-Josephs-Kaserne möglich. Diese machte bislang die Anlage des Stubenrings unmöglich.
Im Februar 1890 ging Franz von Matzinger, Präsident des Stadterweiterungsfonds, 73-jährig in den Ruhestand. Er war mehr als 30 Jahre lang der Organisator der Stadterweiterung bzw. des Ringstraßenbaus. Er hatte stets die Millionen des Fonds wie eine Löwin ihre Jungen verteidigt, wie das Wiener Tagblatt bemerkte, und hatte aus der Stadterweiterung ein profitables Unternehmen gemacht. Es fand sich kein ähnlich kompetenter Nachfolger, sodass der Fonds an Macht verlor, und stattdessen die Gemeinde Wien die letzte Phase der Stadterweiterung kontrollierte.
Der von vielen gewünschte Abbruch der Franz-Josephs-Kaserne verzögerte sich. In der Zwischenzeit wurde das Stubenviertel geplant. Den entsprechenden Wettbewerb gewannen 1892 die Brüder Rudolf, Karl und Julius Mayreder. Nach undurchsichtigen Vorgängen beauftragte jedoch der Wiener Stadtrat den Architekten Otto Wagner mit dem Projekt. Die Brüder Mayreder wurden mit Projekten für die Wienfluss-Verbauung getröstet.
Schließlich war das Militär bereit, die Kaserne aufzugeben; es dauert aber noch einige Jahre, ehe man sich auf die finanzielle Abgeltung einigen konnte. Die Franz-Josephs-Kaserne wurde dann im Jahr 1900 demoliert. Die Pläne für das Viertel hatte Otto Wagner schon längst ausgearbeitet: ein rasterartig angelegtes Wohnviertel mit Wagners Postsparkasse im Zentrum. Unmittelbar am Stubenring wollte das Militär sein neues Kriegsministerium errichten. Auch das wollte Otto Wagner bauen, und so dem Stubenviertel einen einheitlichen Stil verleihen. Erzherzog Franz Ferdinand erklärte aber, dass er Otto Wagner für zu modern hielte, den Architekten Ludwig Baumann dagegen für viel geeigneter. Beim Architektenwettbewerb 1908 wurde Wagners Entwurf aus „formalen Gründen“ vom Bewerb ausgeschlossen und Baumann zum Sieger erklärt.
Der Schottenring endet an der Rossauer Kaserne, die eine Art von Schlusspunkt setzt. (Heute erfüllt der Ringturm diese Funktion noch viel besser.) Der Stubenring endete jedoch sang- und klanglos am Aspernplatz (seit 1976: Julius-Raab-Platz). Eine freie Fläche war dort vorhanden. Da traf es sich gut, dass das Syndikat Wiener Urania einen Bauplatz für eine Volkshochschule nebst Sternwarte suchte. Das markante Gebäude würde sich gut als östlicher Abschluss der Ringstraße eignen. Am 24. Juni 1904 beschloss der Gemeinderat, der Urania den Baugrund am Aspernplatz für einen symbolischen Jahreszins von 10 Kronen zu überlassen. Am 4. Mai 1909 erfolgte die Grundsteinlegung für die Urania.

### Die Planung der Grünflächen

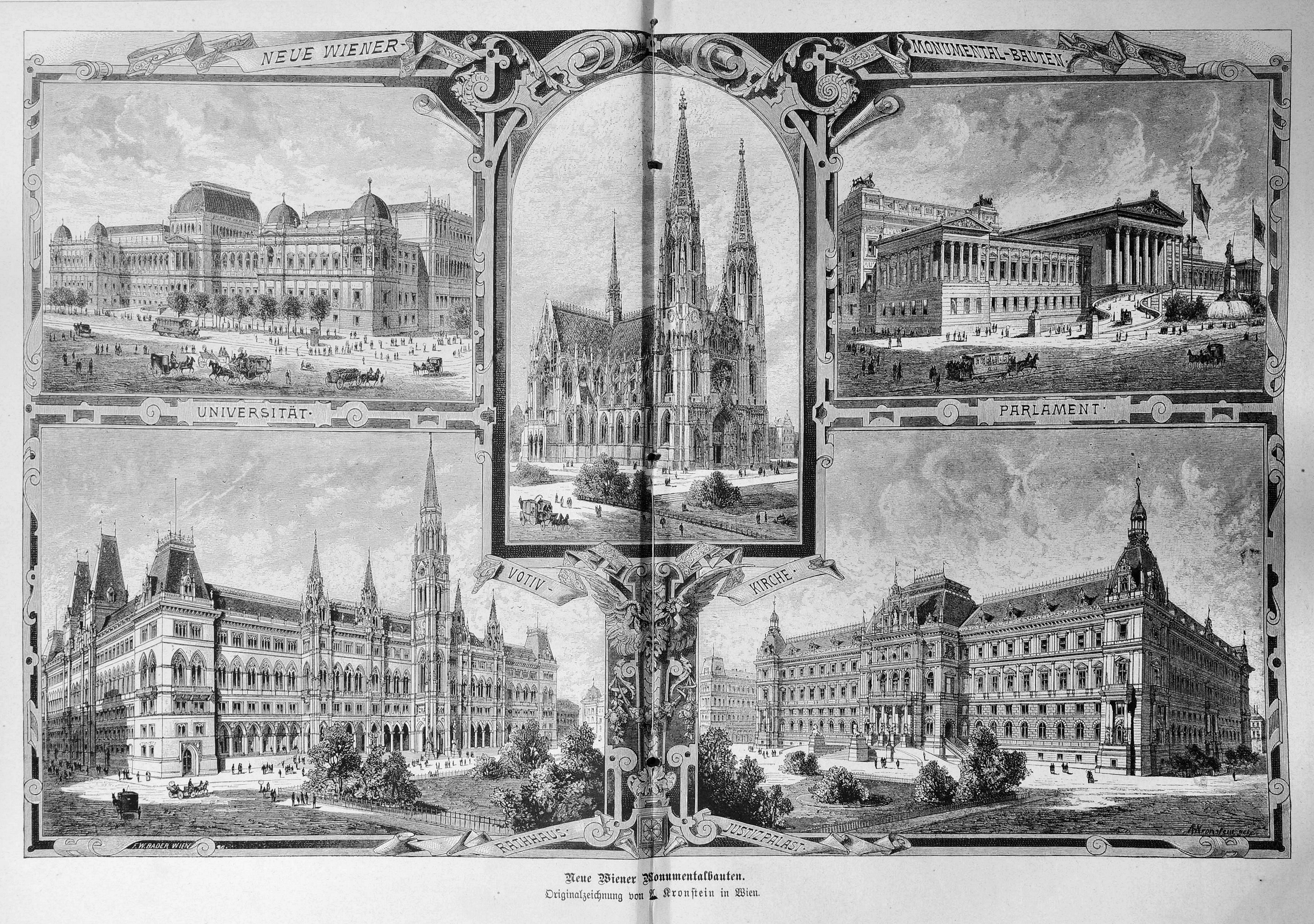
Die Monumentalbauten 1882

Der „Grundplan“ von 1859 hatte zahlreiche freie Flächen vorgesehen, dies vor allem auf Wunsch des Militärs. Das Heer verlor aber im Lauf der Zeit sein Interesse daran, an der Ringstraße Militärgebäude zu errichten; dadurch konnten die dort vorgesehenen Freiflächen anderweitig genutzt werden. Der Stadterweiterungsfonds versuchte zwar, möglichst viel lukrativen Baugrund zu schaffen, hatte aber auch Verständnis für den Wunsch der Stadtverwaltung nach Erholungsgebieten. Zwischen 1860 und 1914 wurden in der Ringstraßenzone 20 Parkanlagen errichtet:
Quaipark: Der erste städtische Park Wiens war der Quaipark, auch Franz-Josefs-Park genannt. Im Auftrag des Magistrats legte Stadtgärtner Rudolph Siebeck den Park an, das Budget betrug 8.000 Gulden (ca. 70.000 Euro). Der Park befand sich am Franz-Josefs-Kai, zwischen der heutigen U-Bahn-Station Schottenring und der Salztorbrücke. Wegen seines nicht sehr üppigen Baumbewuchses wurde der Quaipark im Volksmund „Beserl-Park“ genannt. Diese Bezeichnung wurde in der Folge auch auf andere nicht sehr attraktive Parkanlagen übertragen. In der Nachkriegszeit wurde der Park durch den Bau der Schnellstraße B227 teilweise zerstört; sein Überrest dient heute als Hundeauslaufzone.

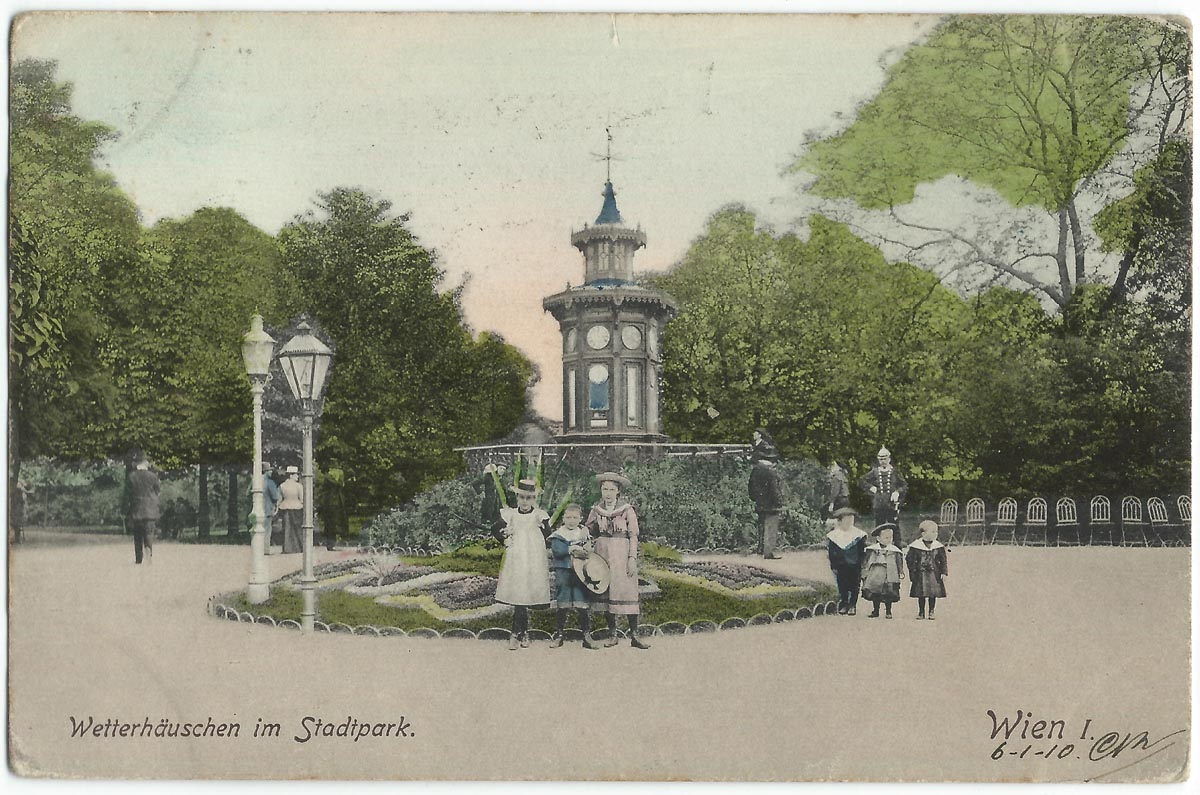
Der Stadtpark im Jahr 1910

Stadtpark: Im September 1860 übergab der Stadterweiterungsfonds der Stadt Wien kostenlos eine Fläche von 94.000 m² zur Anlage des Stadtparks. Die Anlage wurde am 21. August 1862 der Öffentlichkeit übergeben; die Kosten betrugen bis dahin 180.000 Gulden (ca. 1,6 Mio. Euro). Die Gemeinde Wien wollte 1863 den Park bis zum Schwarzenbergplatz erweitern, was aber sowohl das Innenministerium als auch der Kaiser ablehnten.
Provisorischer Park: 1861 wurde am Schottentor, an den heutigen Adressen Währinger Straße 2–6, das provisorische Parlamentsgebäude errichtet. Hinter dem Gebäude, bei der heutigen Wasagasse, legte der Gartenarchitekt Lothar Abel für 4.000 Gulden (ca. 35.000 Euro) einen (namenlosen) Park an. Nach dem Abbruch des Provisoriums 1884 wurde das Areal verbaut.
Kinderpark: Ebenfalls im Jahr 1861 erhielt die Gemeinde 51.000 m² am rechten Ufer des Wienflusses, im 3. Bezirk, kostenlos vom Stadterweiterungsfonds. Der Park wurde von Rudolph Siebeck entworfen und war 3. Mai 1863 fertiggestellt; die Kosten betrugen 142.000 Gulden (ca. 1,2 Mio. Euro). Die Anlage wurde informell „Kinderpark“ genannt, gilt aber heute als Teil des Stadtparks.
Resselpark: Vor dem k.k. Polytechnischen Institut am Karlsplatz bestand seit langem eine Rasenfläche. Der Stadterweiterungsfonds beauftragte Rudolph Siebeck 1864, hier den Resselpark anzulegen. 1866 gelang es der Stadt Wien, den Park zu übernehmen.
Weghuberpark: Der Kaffeesieder Albert Weghuber plante 1861, einen Teil des Glacis als Grünfläche zu erhalten. Als er in Konkurs ging, übergab der Stadterweiterungsfonds 1865 dem Magistrat Weghubers „Kaffeehausgarten“ zur Anlage eines Kinderspielplatzes. Die Fläche westlich der Museumsstraße, zwischen Lerchenfelder Straße und Burggasse, ließ der Bezirk Neubau für 1.668 Gulden (ca. 15.000 Euro) als Gartenanlage gestalten. 1887 erbat der Stadterweiterungsfonds den südlichen Teil der Fläche zurück, um den Bau des Deutschen Volkstheaters möglich zu machen. Die für den Theaterbau nicht benötigte Grünfläche verblieb als Weghuberpark.
Reservegarten: Im Jahr 1865 gelang es der Stadt Wien, den Stadtpark doch ein Stück in Richtung Schwarzenbergplatz zu vergrößern. Der Stadterweiterungsfonds überließ rund zwei Hektar Grund zwischen dem Wienfluss (heute: Lothringerstraße) und dem Heumarkt. Die „Reservegarten“ genannte Grünanlage wurde von Lothar Abel und Rudolf Siebeck für 86.577 Gulden (ca. 760.000 Euro) gestaltet und war 1869 fertiggestellt. Der Reservegarten hatte – und hat auch heute noch – die Aufgabe, für städtische Grünanlagen einen Großteil der erforderlichen Pflanzen heranzuziehen. Der Bau der Wientallinie der Stadtbahn und die Einwölbung des Wienflusses brachte 1895 das Ende des Reservegartens. Nach Abschluss der Bauarbeiten wurde das Areal als Bauland gewidmet; hier entstanden später das Konzerthaus, der Wiener Eislauf-Verein und das Hotel Interkontinental. Der Reservegarten wurde 1897 ins Stuwerviertel verlegt, und 1957 in die Donaustadt als Blumengärten Hirschstetten.
Schwarzenbergplatz: Im Jahr 1869 war geplant, den Südteil des Schwarzenbergplatzes zwischen Rennweg und Prinz-Eugen-Straße zu verbauen. Da Friedrich Fürst von Schwarzenberg keine Zinshäuser vor seinem Palais Schwarzenberg haben wollte, kaufte er die 4.500 m² große Fläche vor seinem Palais um 22.000 Gulden (ca. 190.000 Euro). 1870 ließ er dort auf eigene Kosten einen allgemein zugänglichen Garten anlegen; 1873 wurde hier der Hochstrahlbrunnen errichtet.

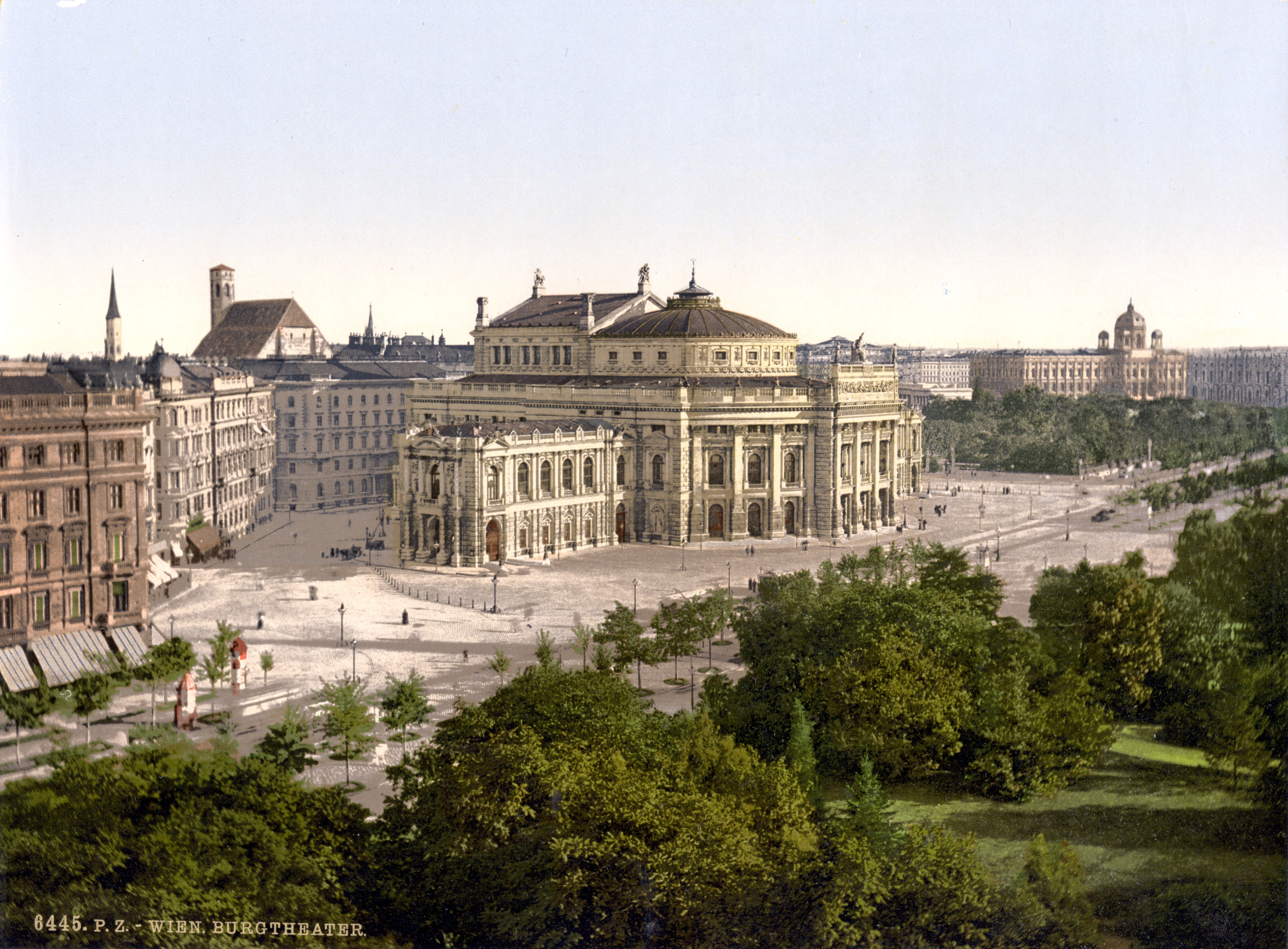
Das Burgtheater, davor der Rathauspark

Rathauspark: 1870 wurde festgelegt, vor und neben dem Rathaus einen 40.000 m² großen Park anzulegen. Anfangs gab hier es heftige Kontroversen innerhalb des Gemeinderats. Ein Teil der Gemeinderäte wollte – ähnlich dem Platz vor der Votivkirche – möglichst wenig Bepflanzung, damit das schöne Rathaus gut sichtbar wäre. Eine andere Fraktion wünschte einen stark bepflanzten Erholungsraum und gewann letztlich. Der Park wurde vom Stadtbauamt und dem Stadtgärtner Siebeck angelegt, das Budget betrug 165.380 Gulden (ca. 1,5 Mio. Euro). Am Tag der Grundsteinlegung des Rathauses, dem 14. Juni 1873, war der Rathauspark fertiggestellt.
Beethovenplatz: Die Grünfläche am Beethovenplatz erhielt die Gemeinde Wien 1873 unter der Bedingung, Platz für das Beethovendenkmal freizulassen; es wurde 1880 aufgestellt. Beethoven schaute Richtung Stubenring und hatte den Wienfluss im Rücken. Die Grünanlage wurde im selben Jahr von Lothar Abel und der Firma A. C. Rosenthal für 3.800 Gulden (ca. 33.000 Euro) angelegt. Nach der Einwölbung des Wienflusses wurde Beethoven 1901 um 180 Grad in Richtung der neu angelegten Lothringerstraße gedreht, was zusammen mit der Neugestaltung des Parks 18.902 Kronen (ca. 80.000 Euro) kostete.
Börseplatz: An der Nahtstelle zwischen der bestehenden Inneren Stadt und der neuen Ringstraßenzone war ursprünglich geplant, eine Markthalle zu errichten. 1870 wurde entschieden, stattdessen einen Park anzulegen. Er wurde 1879 vom jungen Stadtgärtner Ferdinand Maly gestaltet, die Kosten betrugen 10.841 Gulden (ca. 95.000 Euro).
Schillerpark: Die Wohnhäuser im Bereich des späteren Schillerplatzes wurden zwischen 1870 und 1872 fertiggestellt, die Akademie der bildenden Künste 1876. Vor der Akademie wurde eine 6.800 m² große Freifläche reserviert, um das Schillerdenkmal aufzustellen. 1876 erfolgte die Errichtung des Denkmals, 1877–1878 die Anlage des Parks.
Park vor der Votivkirche: Im Jahr 1876 schenkte der Stadterweiterungsfonds der Stadt Wien den 14.000 m² großen Vorplatz der in Bau befindlichen Votivkirche, um das Tegetthoff-Denkmal aufzustellen. Der Park wurde 1879 von Lothar Abel und Ferdinand Maly ausgeführt, die Kosten betrugen 42.920 Gulden (ca. 380.000 Euro). Das Denkmal wurde schließlich 1896 am Praterstern errichtet. Der Park vor der Votivkirche war lange Zeit namenlos; 1984 wurde dann die Grünfläche an der Seite die Kirche in Votivpark und die Fläche vor der Kirche in Sigmund-Freud-Park benannt.
Schlickplatz: Das Militär hatte ursprünglich darauf bestanden, freies Schussfeld von der Rossauer Kaserne in Richtung Ringstraße zu haben. Letztlich wurde dieses Areal rund um die Kolingasse doch verbaut, wobei als kleiner Überrest des militärischen „Defilirraums“ der kleine Schlickplatz übrigblieb. Er wurde 1879–1880 von Ferdinand Maly als Park gestaltet.
Maximilian-Platz: Erst nachdem die Gebäude hinter der Votivkirche fertiggestellt waren, wurde dort 1882 eine Grünfläche angelegt. Sie hieß bis 1920 Maximilianplatz (der Bruder des Kaisers hatte die Votivkirche initiiert), 1920–1934 Freiheitsplatz, 1934–1938 Dollfußplatz, 1938–1945 Hermann-Göring-Platz, 1945–1946 wieder Freiheitsplatz und seit 1946 Rooseveltplatz.
Schmerlingplatz: Da der Franzensring (heute: Dr.-Karl-Renner-Ring) nach dem Parlament einen Knick in Richtung Burgring macht, war die Verbauung schwierig. Man löste das Problem einfach dadurch, indem rund um den Justizpalast zwei Parks angelegt wurden, die zusammen Schmerlingplatz genannt wurden (der östliche heißt heute Grete-Rehor-Park, eine winzige Verkehrsinsel heißt Leopold-Gratz-Platz). Die Flächen schenkte der Stadterweiterungsfonds der Stadt Wien. Stadtgärtner Gustav Sennholz legte 1885 den Park an, die Kosten betrugen 28.750 Gulden (ca. 250.000 Euro).
Friedrich-Schmidt-Platz: 1884, ein Jahr nach der Fertigstellung des Rathauses projektierte Gartenarchitekt Lothar Abel einen Park im Westen des Rathauses. Die geplanten Kosten von 69.179 Gulden waren aber für den Gemeinderat nicht akzeptabel. Das Bauamt reduzierte Abels Entwurf auf 32.483 Gulden. Schließlich wurde der Park 1885 für nur 26.800 Gulden (ca. 240.000 Euro) angelegt.
Rudolfsplatz: Im Jahr 1872 übergab der Stadterweiterungsfonds der Gemeinde Wien eine Parzelle am späteren Rudolfsplatz, um hier eine Markthalle zu errichten. Wie schon am Börseplatz verlor aber auch hier die Stadt ihr Interesse an einem Markt. 1887 wurde der Platz nach Plänen von Gustav Sennholz um 4.134 Gulden (ca. 36.000 Euro) in einen Park umgewandelt.
Maria-Theresien-Platz: Die Fläche zwischen den beiden Museen wurde nicht von der Gemeinde Wien, sondern vom Hof auf Kosten des Staatshaushalts angelegt. Die Parkanlage wurde als französischer Garten und ohne Bäume gestaltet. Die Stadt Wien verlegte und finanzierte die Wasserversorgung für den Park unter der Bedingung, dass dieser der Öffentlichkeit stets zugänglich sein müsse. Bei der Einweihung des Maria-Theresien-Denkmals am 13. Mai 1888 war die Grünanlage bereits fertiggestellt.
Park beim Elisabeth-Denkmal: Um das Denkmal für die ermordete Kaiserin Elisabeth aufzustellen, wurde der Volksgarten erweitert. Nach Plänen von Architekt Friedrich Ohmann legte der Hofgartenverwalter Josef Vesely 1905 einen 45 Meter breiten Garten an, der axial auf das Denkmal der Kaiserin ausgerichtet ist.
Nachdem die Ringstraßenzone weitgehend fertiggestellt war, wurden die noch vorhandenen Freiflächen als – meist namenlose – Grünflächen gestaltet, die damals „Schmuckanlagen“ genannt wurden. Es sind dies u. a. die Grünflächen am Deutschmeisterplatz (1891), um die Secession (1898), am Karlsplatz und Schwarzenbergplatz (ab 1900), beim Hochstrahlbrunnen (1903), am Morzinplatz (1904), die Ausmündung der Wollzeile (der heutige Dr.-Karl-Lueger-Platz, 1904), die Gartenanlage beim Goethe-Denkmal (1906) und der (heutige) Georg-Coch-Platz (1907).

## Fazit
Mit Beginn des Ersten Weltkriegs 1914 war die Stadterweiterung im Wesentlichen abgeschlossen. Obwohl es keine zentrale Planung gab, wurde und wird das Projekt allgemein als sehr erfolgreich bewertet. Den wohl größten Einfluss auf die Planungen hatte das Innenministerium, und hier vor allem Franz von Matzinger. Sein Stadterweiterungsfonds finanzierte das Projekt und hatte folglich stets die Möglichkeit, an den Planungen mitzuwirken. Zeitüberschreitungen gab es keine, da es niemals einen Zeitplan gab.
Der Stadterweiterungsfonds finanzierte die Neue Burg, den Ausbau der Hofburg gegen den Michaelerplatz, die Oper, das Burgtheater sowie das Kunsthistorische und das Naturhistorische Museum. Auf Kosten des Staatshaushalts entstanden die Universität und mehrere Universitäts-Nebengebäude, mehrere Gewerbe- und Mittelschulen, die Akademie der bildenden Künste, das Österreichische Museum für Kunst und Industrie, das Parlamentsgebäude, der Justizpalast, die Rossauer Kaserne sowie mehrere Post- und Telegrafengebäude. Die Stadt Wien bezahlte das Rathaus, mehrere Volks- und Bürgerschulen sowie einige Markthallen. Privat finanziert wurden die Votivkirche, die Börse, mehrere Theater, viele Bankgebäude und Hotels, und natürlich die zahlreichen Zinshäuser.
Durch den Abbruch der – den Wind hemmenden – Stadtmauern und der Anlage zahlreicher Grünflächen in der Ringstraßenzone verbesserte sich das Mikroklima der Stadt merklich. Die Staubwolken am Glacis gehörten der Vergangenheit an, und durch die allgemein bessere Luftqualität ging die Tuberkulose zurück. Hatte die Sterblichkeitsrate in Wien im Jahr 1855 noch 49 Todesfälle pro 1.000 Einwohner betragen, war sie 1891 auf 24 Todesfälle zurückgegangen (2013: 11 Todesfälle).

## Anhang: Das Handschreiben Kaiser Franz Josefs I. vom 20. Dezember 1857

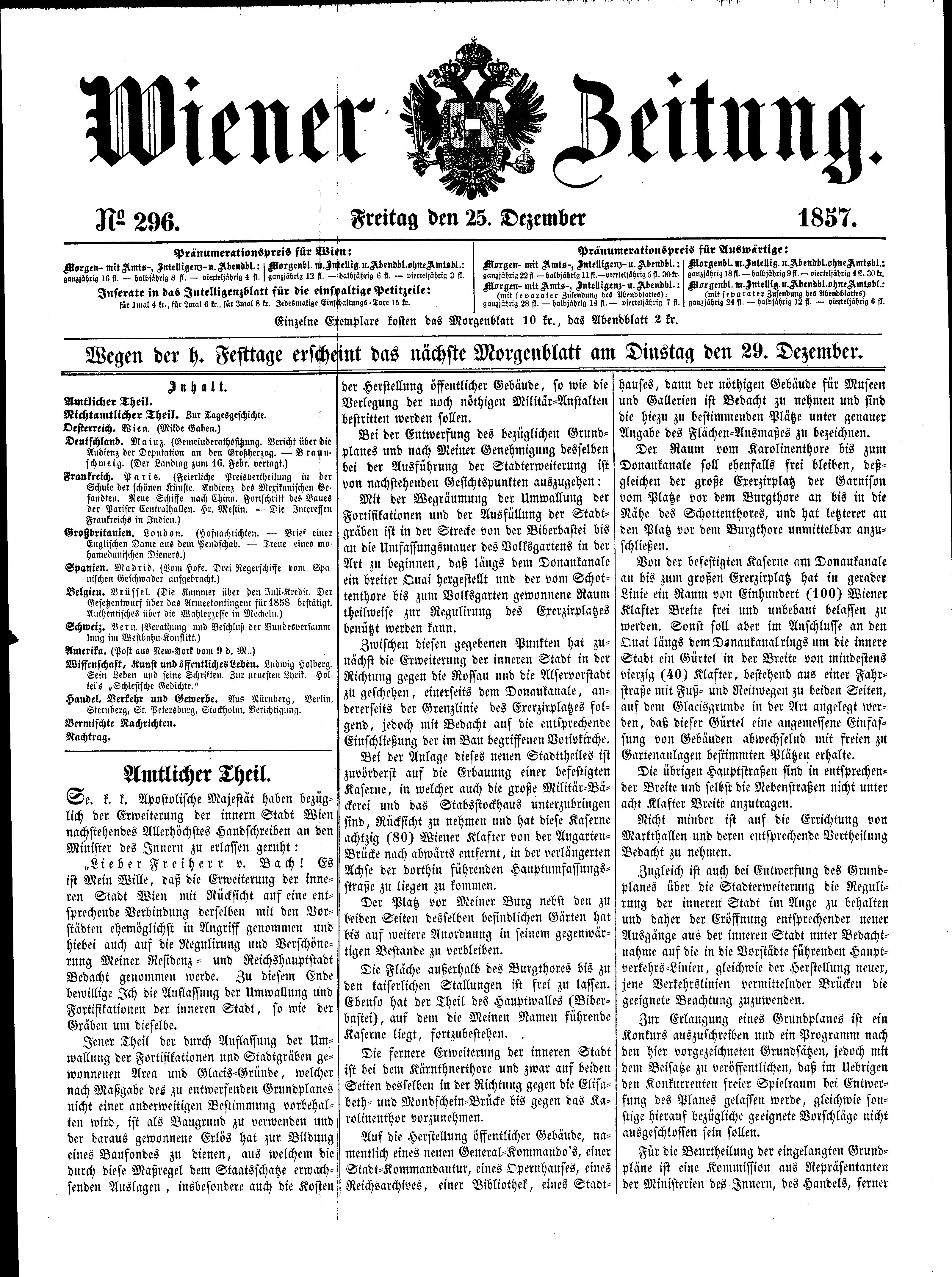
Wiener Zeitung vom 25. Dezember 1857, Seite 1

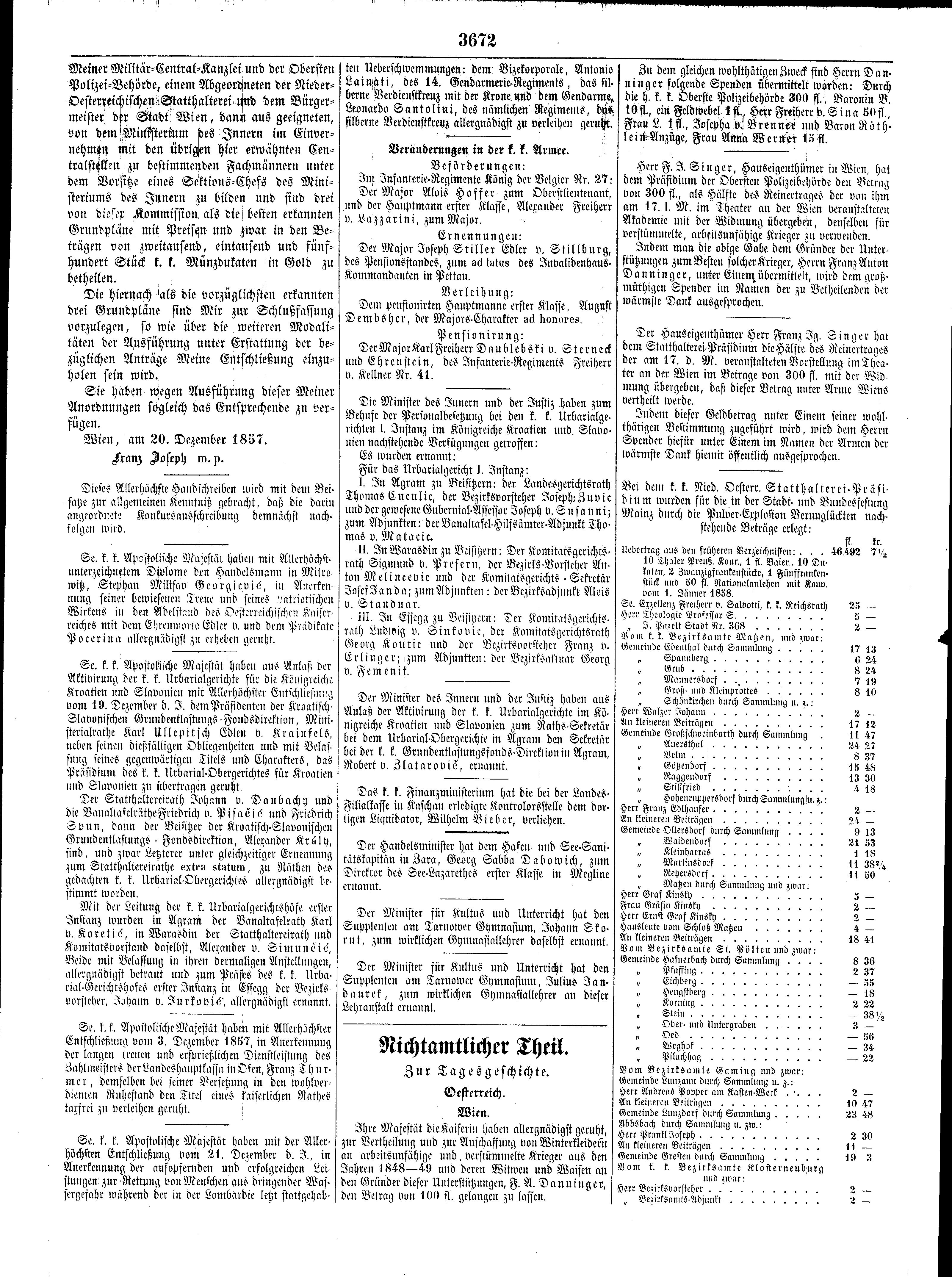
Wiener Zeitung vom 25. Dezember 1857, Seite 2

Se. k. k. Apostolische Majestät haben bezüglich der Erweiterung der innern Stadt Wien nachstehendes Allerhöchstes Handschreiben an den Minister des Innern zu erlassen geruht:
(Anm.: Das Original dieses kaiserlichen Handschreibens ist am 15. Juli 1927 beim Justizpalastbrand vernichtet worden.)
„Lieber Freiherr von Bach! Es ist Mein Wille, daß die Erweiterung der inneren Stadt Wien mit Rücksicht auf eine entsprechende Verbindung derselben mit den Vorstädten ehemöglichst in Angriff genommen und hiebei auch auf die Regulirung und Verschönerung Meiner Residenz- und Reichshauptstadt Bedacht genommen werde. Zu diesem Ende bewillige Ich die Auflassung der Umwallung und Fortifikationen der inneren Stadt, so wie der Gräben um dieselbe.“
(Anm.: Die „Auflassung der Umwallung und Fortifikationen“, also die Schleifung der Stadtbefestigung, war eine Initiative von Innenminister Alexander von Bach. Er erdachte das gegenständliche Handschreiben und ließ es von Franz von Matzinger ausformulieren.)
Jener Theil der durch Auflassung der Umwallung der Fortifikationen und Stadtgräben gewonnenen Area und Glacis-Gründe, welcher nach Maßgabe des zu entwerfenden Grundplanes nicht einer anderweitigen Bestimmung vorbehalten wird, ist als Baugrund zu verwenden und der daraus gewonnene Erlös hat zur Bildung eines Baufondes zu dienen, aus welchem die durch diese Maßregel dem Staatsschatze erwachsenden Auslagen, insbesondere auch die Kosten der Herstellung öffentlicher Gebäude, so wie die Verlegung der noch nöthigen Militär-Anstalten bestritten werden sollen.
(Anm.: Hier wird die Gründung des Stadterweiterungsfonds angeordnet; durch den Verkauf von Baugrund sollen die öffentlichen Gebäude an der Ringstraße finanziert werden.)
Bei der Entwerfung des bezüglichen Grundplanes und nach Meiner Genehmigung desselben bei der Ausführung der Stadterweiterung ist von nachstehenden Gesichtspunkten auszugehen:
Mit der Wegräumung der Umwallung und Fortifikationen und der Ausfüllung der Stadtgräben ist in der Strecke von der Biberbastei bis an die Umfassungsmauer des Volksgartens in der Art zu beginnen, daß längs dem Donaukanale ein breiter Quai hergestellt und der vom Schottenthore bis zum Volksgarten gewonnene Raum theilweise zur Regulirung des Exerzirplatzes benützt werden kann.
(Anm.: Hier wird die Anlage des Franz-Josefs-Kais angeordnet. Der Platz „vom Schottenthore bis zum Volksgarten“ ist der Paradeplatz des Militärs.)
Zwischen diesen gegebenen Punkten hat zunächst die Erweiterung der inneren Stadt in der Richtung gegen die Rossau und die Alservorstadt zu geschehen, einerseits dem Donaukanale, andererseits der Grenzlinie des Exerzirplatzes folgend, jedoch mit Bedacht auf die entsprechende Einschließung der im Bau befindlichen Votivkirche.
(Anm.: Schon in früheren Jahren haben zahlreiche Projekte für eine Stadterweiterung vorgeschlagen, die Gegend um den heutigen Schottenring zu verbauen; dies wird nun angeordnet.)
Bei der Anlage dieses neuen Stadttheiles ist zuvörderst auf die Erbauung einer befestigten Kaserne, in welcher auch die große Militär-Bäckerei und das Stabsstockhaus unterzubringen sind, Rücksicht zu nehmen und hat diese Kaserne achtzig (80) Wiener Klafter von der Augarten-Brücke nach abwärts entfernt, in der verlängerten Achse der dorthin führenden Hauptumfassungsstraße zu liegen zu kommen.
(Anm.: Das Kriegsministerium wurde erst kurz vor Veröffentlichung des „Handschreibens“ informiert. In der Eile fiel den Militärs keine besseren Forderung ein als dass die – ohnehin schon geplante – Rossauer Kaserne gebaut werden müsse und sich in ihr eine „Militär-Bäckerei“ und eine „Stabsstockhaus“ befinden müsse.)
Der Platz vor Meiner Burg nebst den zu beiden Seiten desselben befindlichen Gärten hat bis auf weitere Anordnung in seinem gegenwärtigen Bestande zu verbleiben.
(Anm.: Bach und Matzinger hatten zu dieser Zeit noch keinen konkreten Plan, wie das Gebiet um den späteren Heldenplatz verbaut werden sollte, und ließen daher die Fragen offen.)
Die Fläche außerhalb des Burgthores bis zu den kaiserlichen Stallungen ist frei zu lassen. Ebenso hat der Theil des Hauptwalles (Biberbastei), auf dem die Meinen Namen führende Kaserne liegt, fortzubestehen.
(Anm.: Die „Fläche außerhalb des Burgthores“ ist der heutige Maria-Theresien-Platz, der tatsächlich nicht verbaut wurde. Im zweiten Satz hat das Militär Angst, man könnte die Franz-Josefs-Kaserne abreißen; die Angst war begründet, die Kaserne wurde 1900 demoliert.)
Die fernere Erweiterung der inneren Stadt ist bei dem Kärnthnerthore und zwar auf beiden Seiten desselben in der Richtung gegen die Elisabeth- und Mondschein-Brücke bis gegen das Karolinenthor vorzunehmen.
(Anm.: Bach und Matzinger wollten die Bautätigkeit in der Gegend der späteren Oper beginnen, was auch geschah.)
Auf die Herstellung öffentlicher Gebäude, namentlich eines neuen General-Kommando’s, einer Stadt-Kommandantur, eines Opernhauses, eines Reichsarchives, einer Bibliothek, eines Stadthauses, dann der nöthigen Gebäude für Museen und Gallerien ist Bedacht zu nehmen und sind die hiezu zu bestimmenden Plätze unter genauer Angabe des Flächenausmaßes zu bezeichnen.
(Anm.: Das „Stadthaus“ sollte der Stadt Wien für Repräsentation und Veranstaltungen dienen. Es war eine Idee von Handelsminister Toggenburg und wurde nie gebaut. An seiner Stelle wurde die Börse errichtet. Der Bau eines zentralen Reichsarchivs war ein großer Wunsch Alexander von Bachs, es wurde ebenfalls nicht gebaut, ebenso wenig wie General-Kommando, Stadt-Kommandantur, Bibliothek und die „Gallerien“. Von den im kaiserlichen Schreiben erwähnten Bauten wurden nur die Oper und die Museen errichtet.)
Der Raum vom Karolinenthore bis zum Donaukanale soll ebenfalls frei bleiben, deßgleichen der große Exerzirplatz der Garnison vom Platze vor dem Burgthore an bis in die Nähe des Schottenthores, und hat letzterer an den Platz vor dem Burgthore unmittelbar anzuschließen.
(Anm.: Das Karolinentor befand sich an der Johannesgasse; von dort bis zum Donaukanal sollte nicht gebaut werden. Von der Johannesgasse bis zur heutigen Weiskirchnerstraße wurde der Stadtpark angelegt. Vom Park bis zum Donaukanal wollte das Militär freies Schussfeld für die Franz-Josefs-Kaserne haben. Ab 1901 wurde hier der Stubenring angelegt. Der „große Exerzirplatz der Garnison“ ist der Paradeplatz zwischen dem heutigen Universitätsring und der Lastenstraße. Er sollte beim Militär bleiben und durfte nicht verbaut werden; letztlich wurden hier Parlament, Rathaus und Universität errichtet.)
Von der befestigten Kaserne am Donaukanale an bis zum großen Exerzirplatz hat in gerader Linie ein Raum von Einhundert (100) Wiener Klafter Breite frei und unbebaut belassen zu werden. Sonst soll aber im Anschlusse an den Quai längs dem Donaukanal rings um die innere Stadt ein Gürtel in der Breite von mindestens vierzig (40) Klafter, bestehend aus einer Fahrstraße mit Fuß- und Reitwegen zu beiden Seiten, auf dem Glacisgrunde in der Art angelegt werden, daß dieser Gürtel eine angemessene Einfassung von Gebäuden abwechselnd mit freien zu Gartenanlagen bestimmten Plätzen erhalte.
(Anm.: Im ersten Satz will das Militär ein freies Schussfeld von der Rossauer Kaserne entlang der heutigen Kolingasse bis zum Schottentor haben; das Areal wurde aber verbaut. Im folgenden Satz wird die Anlage der Ringstraße angeordnet; die geforderte Breite von 40 Klafter [75,9 Meter] wurde später auf 30 Klafter [56,9 Meter] reduziert.)
Die übrigen Hauptstraßen sind in entsprechender Breite und selbst die Nebenstraßen nicht unter acht Klafter Breite anzutragen.
(Anm.: 8 Klafter sind 15,2 Meter.)
Nicht minder ist auf die Errichtung von Markthallen und deren entsprechende Vertheilung Bedacht zu nehmen.
(Rund um die Ringstraßenzone gab es zahlreiche Märkte: Mehlmarkt, Heumarkt, Tandelmarkt, Obstmarkt und Getreidemarkt. Markthallen wurden an der Ringstraße aber nicht errichtet.)
Zugleich ist auch bei Entwerfung des Grundplanes über die Stadterweiterung die Regulirung der inneren Stadt im Auge zu behalten und daher der Eröffnung entsprechender neuer Ausgänge aus der inneren Stadt unter Bedachtnahme auf die in die Vorstädte führenden Hauptverkehrs-Linien, gleichwie der Herstellung neuer, jene Verkehrslinien vermittelnder Brücken die geeignete Beachtung zuzuwenden.
(Anm.: Durch entsprechende Verkehrswege sollen die Vorstädte besser an die Innenstadt angebunden werden, und es wird der Bau weiterer Brücken über den Donaukanal angedacht.)
Zur Erlangung eines Grundplanes ist ein Konkurs auszuschreiben und ein Programm nach den hier vorgezeichneten Grundsätzen, jedoch mit dem Beisatze zu veröffentlichen, daß im Uebrigen den Konkurrenten freier Spielraum bei Entwerfung des Planes gelassen werde, gleichwie sonstige hierauf bezügliche geeignete Vorschläge nicht ausgeschlossen sein sollen.
(Anm.: Hier wird die Durchführung eines Architektenwettbewerbs angeordnet.)
Für die Beurtheilung der eingelangten Grundpläne ist eine Kommission aus Repräsentanten der Ministerien des Innern, des Handels, ferner Meiner Militär-Central-Kanzlei und der Obersten Polizei-Behörde, einem Abgeordneten der Nieder-Oesterreichischen Statthalterei und dem Bürgermeister der Stadt Wien, dann aus geeigneten, von dem Ministerium des Innern im Einvernehmen mit den übrigen hier erwähnten Centralstellen zu bestimmenden Fachmännern unter dem Vorsitze eines Sektions-Chefs des Ministeriums des Innern zu bilden und sind drei von dieser Kommission als die besten erkannten Grundpläne mit Preisen und zwar in den Beträgen von zweitausend, eintausend und fünfhundert Stück k. k. Münzdukaten in Gold zu betheilen.
(Anm.: Hier wird die grundsätzliche Zusammensetzung der Jury angeordnet sowie die zu vergebenden Geldpreise.)
Die hiernach als die vorzüglichsten erkannten drei Grundpläne sind Mir zur Schlußfassung vorzulegen, so wie über die weiteren Modalitäten der Ausführung unter Erstattung der bezüglichen Anträge Meine Entschließung einzuholen sein wird.
Sie haben wegen Ausführung dieser Meiner Anordnungen sogleich das Entsprechende zu verfügen.
Wien, am 20. December 1857
Franz Joseph m. p.
(Anm.: Die Stadterweiterung wurde am 25. Dezember, dem Weihnachtstag, bekanntgegeben. Ob dies Berechnung oder Zufall war, lässt sich den Quellen nicht entnehmen.)